# 山岳ベース事件
山岳ベース事件（さんがくベースじけん）とは、1971年から1972年にかけて連合赤軍が群馬県の山中に設置したアジト（山岳ベース）で起こした同志に対するリンチ殺人事件。警察庁においては大量リンチ殺害事件と称される。当時の日本社会に強い衝撃を与え、同じく連合赤軍が起こしたあさま山荘事件とともに新左翼運動が退潮する契機となった。

## 概要
本事件は1971年（昭和46年）年末から1972年2月にかけて、新左翼の組織連合赤軍が警察の目を逃れるために群馬県の山中に築いたアジト（山岳ベース）において、組織内で「総括」が必要とされたメンバーに対し、人格否定にも近い詰問・暴行・極寒の屋外に放置・絶食の強要などを行い、結果として29名のメンバー中12名を死に至らしめた事件である。本事件による犠牲者の続出、脱走者や逮捕者の続出で最終的に5名だけになったメンバーは警察の追跡を逃れる過程であさま山荘事件を起こすことになる。

### 背景
1960年代後半、ベトナム戦争によって、日本国内では反戦・反米の機運が高まっていた。新左翼組織は1970年の日米安全保障条約改定を阻むため、「70年安保闘争」を展開、学生たちはヘルメットをかぶってゲバ棒を手にデモ行進などを行い、警察には投石や火炎瓶で対抗した。結果として大量の逮捕者を出した各組織は大規模な闘争を続けることが難しくなり、日米安保条約は結局、70年に自動延長された。また、新左翼同士の内ゲバが激しくなったことなどから、次第に大衆の支持も失うと、運動は過激化・先鋭化していった。
そうした中、1971年7月に共産主義者同盟赤軍派（以下、「赤軍派」）と日本共産党（革命左派）神奈川県委員会（以下、「革命左派」） は「連合赤軍」を結成した。
赤軍派は、1969年9月に結成すると、1970年3月にはよど号ハイジャック事件を起こし、金融機関襲撃による資金獲得を行った。一方の革命左派は、結成して間もない1969年9月に愛知揆一外相のソ連訪問に反対して羽田空港の滑走路に火炎瓶を投げるなどの過激な闘争を開始、銃砲店を襲撃して強奪した銃で武装するようになった。彼らに対する警察の取り締まりは一段と厳しくなり、また彼らも警察に対して「殲滅戦」（殺害）を企てるようになっていった。
革命左派が起こした1970年12月に起こした上赤塚交番襲撃事件を契機に、両派は共闘関係を結ぶようになり、1971年7月に「連合赤軍」の結成を宣言したが実態は無く、「殲滅戦」においても成果を挙げられずにいた。同年12月に両派は事態を打開するため合同の軍事訓練を行い、指導部会議を重ねていたが、その最中発生したのが本事件であった。
なお、1971年8月には革命左派において山岳ベースを脱走したメンバー2名を「処刑」する印旛沼事件が起こっており、「同志殺害」という一線は既に越えられていた。

### 連合赤軍の山岳ベースへの集合
連合赤軍の母体の一つである革命左派は、テロを行ったメンバーの多くが指名手配されていたために都市部で自由な行動ができなくなっていた。そこで、警察の目の届かない山岳地帯に軍事訓練や今後のテロ作戦のための拠点となる「山岳ベース」と呼ばれるアジトを築いた（山岳ベースは、脱走者の発生、他人に目撃される等の事情で、各地を転々とした。名称は「榛名ベース」のように「地名+ベース」で呼ばれた）。連合赤軍のもう一つの母体である赤軍派も、都内アジトを拠点としつつ山岳ベースの設置を目指すようになった。1971年7月に名目上結成された連合赤軍は、同年12月初頭に赤軍派の新倉ベース（山梨県）で初の共同軍事訓練を行った。一方でこの頃から革命左派の非合法部（山岳ベースメンバー）と合法部の意見の相違が目立ちはじめ、12月18日の柴野春彦一周忌への対応を巡り対立は決定的となった。12月20日頃から革命左派の榛名ベース（群馬県）で両派の指導部会議が始まると、合法部との決別と両派による「新党」の結成が宣言され、両派のメンバーが山岳ベースに集合することとなった。

### 総括
連合赤軍においては、「総括」と称する内部でのメンバーに対する批判や自己批判がエスカレートするようになった。総括とは、本来は過去を振り返る「反省」を意味し、当時の左翼政治運動家の間で好んで使われた思考法であった。連合赤軍では「反省」（自己批判）にとどまらず、「誤りを引き起こした原因を、自己史の分析にまで深く掘り下げて、誤りを引き起こす根本原因を解明し、その克服方法までを自ら提示する」ことが求められた。
総括対象者は最初は作業から外されるだけだったが、間もなく「総括に集中させるため」として、長時間の正座、食事を与えないなどされ、ついに殴打が加えられるに至った。この際に最高幹部の森恒夫は、殴って気絶させ、目覚めたときには別の人格に生まれ変わり、「共産主義化」された真の革命戦士になれるという論理を展開した。この暴行はあくまで「総括」のための「援助」であるとされた。暴行の対象者は日を追うごとに増えていき、死者を出すに至ったが、森らはこれを「総括できなかったための敗北死」とし、方針が改められなかったため、死者が続出することになった。被害者らの死因は殴打による全身打撲や内臓破裂、氷点下の屋外にさらされたための凍死、食事を与えられなかったことによる衰弱死などであるとされる。
一部のメンバーは森により「組織に対する裏切り」と断定され、「死刑」を宣告された。この「死刑」は相手を殺害することを目的としたもので、アイスピックやナイフで刺された後に絞殺された。
犠牲者の中にはメンバー同士で恋仲であった者、兄弟であった者もいた。中には妊娠していた女性メンバーもいた。証拠隠滅のため遺体はすべて全裸で土中に埋められた。
連合赤軍事件の他にも多くの政治的過激派組織による殺人事件は発生しているが、当事者による事件の詳細な経緯の発表はほとんど行われておらず、事件の実態は闇の中となっている場合が多い。そのような中にあって、本事件は事件を批判的に捉え返した詳細な記録が複数の当事者により発表されており、事件の実像に迫りやすいという点でも特異な事件である。

## 関与メンバー
本事件においては、当初暴行を加える側にいた者が後に追及を受けて暴行を加えられ死に至った者や、暴行を加えられるには至らなかったものの批判や追及を受けていた者がいるなど、明確に「加害者」と「被害者」を分けることが困難であるため、ここでは本事件の犠牲者も含めて「関与メンバー」とし、生存メンバーと並記する。（カッコ内数字は事件当時の年齢）
※以下の記述において本事件の犠牲者を大文字アルファベット表記（A、B、C...）で、事件当事者で名前を伏せるべきと考えられる者を小文字アルファベット表記（a、b、c...）する。

### 赤軍派出身メンバー
- 森恒夫（27） - 赤軍派の獄外最高指導者。赤軍派結成当初の1969年7月6日の第二次ブント内の内ゲバ事件である明大和泉校舎での関東派襲撃事件で敵前逃亡し、赤軍派から一時期姿を消していた過去を持つ[27]。その後、大菩薩峠事件の大量逮捕で赤軍派が壊滅状態になったことなどにより復党が認められ、赤軍派幹部の逮捕・海外亡命で組織が弱体化する過程で獄外赤軍派の実質リーダーとなった[28]。革命左派との合同を経て連合赤軍を結成すると最高指導者となる。一連のM作戦に関する強盗罪などで指名手配中であった[29]。共同軍事訓練時の革命左派メンバーによるD批判を経て、自己批判・相互批判による「革命戦士の共産主義化」を追求するようになり[30]、各メンバーの摘発・総括要求を主導した。
- 坂東國男（25） - 連合赤軍結成前の赤軍派では坂東隊のリーダーとして植垣康博らとともにM作戦（金融機関強盗）を実施して指名手配中であった[29]。連合赤軍指導部メンバー。あさま山荘事件籠城メンバーの1人。
- A（27） - 元赤軍派政治局員。赤軍派議長塩見孝也の秘書を務めていた[31]。塩見を隠匿した罪で逮捕され、釈放後の病気療養生活を経て、事件直前から赤軍派に復帰[32]。本事件においては指導部メンバーの一人として森の理論的右腕として事件に加担していた[33]が、後に総括要求を受け、死亡[34]。
- 植垣康博（23） - 赤軍派時代は坂東隊メンバーとしてM作戦に関与し、強盗致傷で指名手配中であった[29]。森の評価を受け、「新党」では党員候補に指名された[26]。共同軍事訓練後に革命左派のGと恋仲になり[35]総括要求を受ける[36]が暴行を受けるには至らなかった[37]。
- 青砥幹夫[38]（22） - 弘前大学医学部。合同軍事訓練直前に合法部から非合法部に移り、M作戦を実施。本事件時は、爆発物取締罰則で指名手配中であった[29]。赤軍派では合法組織である革命戦線と森ら「軍」を繋ぐ半合法部の責任者を担っており[39]、森の秘書的役割を担っていた[40]。
- B（21） - 坂東隊メンバーとしてM作戦に関与[41]。坂東隊に合同させた恋人が問題を起こしていたため、一時は赤軍派内でB共々処刑を検討されていた[42]。合流前の赤軍派においては森の批判に反論することもあった。革命左派のD批判を受けてEと共に森の追及を受けるようになり[43][44]、新倉ベースから榛名ベースに移った直後に追及を受け暴行により死亡[45]。
- C（21） - 坂東隊メンバーとしてM作戦に関わり、強盗予備で指名手配中であった[29]。強盗の際には主に運転手を担った[46]。後に森の追及を受け、死亡[47]。
- D（25） - 女性メンバー。当時獄中にあった赤軍派指導部メンバーと内縁関係にあった[48]。中東に渡り後に日本赤軍を結成した重信房子の親友でもあった[49]。共同軍事訓練直前に合法部から非合法部に移り[50]、共同軍事訓練中に永田洋子を中心とした革命左派メンバーによる批判に合い、総括要求を受け、榛名ベースに移った後暴行を受けるに至り死亡[51]。
- E（22） - 共同軍事訓練直前に合法部から非合法部に移る[50]。犯人隠匿で指名手配中であった[29]。その受動的な態度を森から批判され、D批判の直後に森によりBと共に総括要求を受け[43][44]、榛名ベースに移った後暴力的総括要求の対象となり死亡[52]。

### 革命左派出身メンバー
- 永田洋子（27） - 革命左派の獄外最高指導者で連合赤軍においても森に次ぐナンバー2の地位を担った[53]。本事件中は、強盗致傷で指名手配中であった[29]。永田が合同軍事訓練においてD批判をしたことがきっかけで森が「革命戦士の共産主義化」を説くようになり、森の考えに積極的に迎合していき[54][55]、各メンバーを積極的に追及していった。
- 坂口弘（25） - 永田の内縁の夫で革命左派の獄外ナンバー2。連合赤軍においても森、永田に次ぐナンバー3の位置にいた[53]。永田同様、強盗致傷で指名手配中であった[29]。「暴力的総括要求」に疑問を抱きつつも反論できず[56]、暴行にも加担した。事件の終盤には総括要求されたが事件の終結により暴行を受けるには至らなかった[57][58]。あさま山荘事件の籠城メンバーの1人。
- F（24） - 革命左派時代は永田・坂口に次ぐナンバー3にあり2人と同じく強盗致傷で指名手配中であり[29]、連合赤軍においても指導部メンバーになったが、後に総括要求を受け死亡[59]。
- 吉野雅邦（24） - 革命左派時代は印旛沼事件に実行犯として関与。その実績を買われて指導部メンバーとなる。本事件時は、強盗致傷で指名手配中であった[29]。連合赤軍においても指導部メンバーではあったが発言力はほとんどなかったとされる[60]。暴行に積極的に関与。あさま山荘籠城メンバーの1人。
- G（23） - 女性メンバー。獄中にあった革命左派メンバーと恋人関係にあったが後に印旛沼事件の被害者となるメンバーと恋人関係になる。合同軍事訓練後の赤軍派の植垣の結婚の申し出を受け入れ恋人関係にあった[35]。Hとともに断続的に森や永田の批判を受け[61]、やがて総括対象となり小屋の床下に縛った状態で放置され死亡[62]。
- H（24） - 女性メンバー。混声合唱団のメンバーとして互いに出会った吉野の内縁の妻で妊婦。元々吉野の闘争参加に反対していたが、革命左派が1969年に起こした愛知外相訪米阻止闘争で逮捕された吉野を支援していたことから、他のメンバーの支援も任されることになり、革命左派のメンバーとなった[63]。火薬類取締法違反で指名手配中であった[29]。ベースでの討論では他のメンバーをリードする位置にいた[64]。Gと共に断続的に森と永田の批判を受け[65]、やがて総括対象となり妊娠中の胎児と共に死亡[66]。
- 前澤虎義[67]（24） - 森の評価を受け、「新党」の党員候補に指名される[26]が、後に脱走[68]。
- I（22） - 合同軍事訓練直前に逮捕され事件直前に釈放された。岩田と共に永田ら革命左派獄外指導部に対する「意見書」を提出し、逆に永田の批判を受ける[69]。「暴力的総括要求」の最初の被害者で、一度は総括の進展を森に認められるが最終的に死亡[70][71]。
- J（22） - 女性メンバー。印旛沼事件に運転手として関与。以後精神的に不安定になり[72]、言動を森に批判され総括対象となり死に至る[73]。Iとは恋人関係にあった[74]。
- K（22） - 1970年の 上赤塚交番襲撃事件の実行メンバーとして指名され、本人も当初は承諾していたが、直後に姿を消し逃亡した過去を持つ[75]。森からは「軍人らしくない」と批判され総括要求を受け死亡[76]。本事件最初の犠牲者。
- c（24） - 女性メンバー。Fの内縁の妻。事件前から永田にFからの自立を求められており、後にFとの離婚を宣言[77]。
- d（22） - 女性メンバー。合同軍事訓練直前にIらとともに逮捕され、Iらが提出した「意見書」にも同意していたがIのように追及されることはほとんどなかった[78]。後に脱走。
- 岩田平治[79]（21） - 森に「若い頃の自分に似ている」と評価され、「新党」の党員候補に指名される[26]など信頼されていたが、最初に脱走したメンバーとなった[80]。
- f（22） - 女性メンバー。岩田とともに名古屋に行き岩田に直接脱走宣言されるが1人山岳ベースに戻った[80]。
- g（23） - 女性メンバー。「新党」の党員候補に指名され[26]た他、Hの代わりに会計係に指名されるなど森の信頼も厚かった[81]。
- L（28） - 元は革命左派メンバーでなくシンパの一人であったが事件直前に仕事を辞めて妻子をつれて入山[82]。後に傍観者的態度を問題視され総括要求を受け死亡[83]。
- h（28） - 女性メンバー。Lの妻。Lに請われて生まれたばかりの子供を連れて入山[82]。Lの死後脱走[84]。
- 加藤倫教（19） - Iの弟で当時19歳。I暴行の際には弟のiと共に兄であるIを殴ることを強要された[85]。あさま山荘事件籠城メンバーの1人。
- i（16） - I、加藤倫教の弟で当時16歳。あさま山荘籠城メンバーの1人。

### その他
- j（22） - Aらのオルグにより事件中盤から入山した黒ヘルメンバー[86]。森を慕って入山したとされる[87]。

## 事件の経過

### 概略
1971年12月初旬、赤軍派ベースの新倉ベースにおける赤軍派・革命左派両派の合同軍事訓練が行われ、革命左派メンバーによる赤軍派メンバーの批判を皮切りに両派各メンバーが各々の問題点を相互批判・自己批判を通して「総括」していく体制が構築される。共同軍事訓練後の12月20日、赤軍派の森恒夫らが両派の指導部会議のために革命左派の榛名ベースを訪れると、同時期に起きた両派の合法部・非合法部間の軋轢をきっかけに両派の非合法部が合同する路線が作られる。これにより森と革命左派の永田洋子を中心とした革命左派メンバーの「共産主義化」のための「総括」要求が強化され、「総括」要求されたメンバーは正座の強要や食事を与えないなどされ、やがて「暴力による総括援助」が行われるようになる。この過程で新倉ベースに残っていた赤軍派メンバーも榛名ベースに呼び寄せられ、暴力・絶食・大半の日において最低気温零度を下回る極寒の屋外で束縛されたこと等により、死者が続出。死亡したメンバーは「総括できなかったところの敗北死」とされ、「総括」要求は続行された。こうして1972年2月までの約2か月の間に12名が死亡。内2名は組織への「裏切り」等を理由に「死刑」とされ、ナイフやアイスピックで刺された上で絞殺された。残されたメンバーの脱走・逮捕により組織が壊滅するという形で事件は終結した。

### 1971年12月以前
1970年12月、革命左派が起こした交番襲撃事件である上赤塚交番襲撃事件を赤軍派が高く評価し、これを契機に赤軍派と革命左派は急接近し、同年12月31日に赤軍派の森恒夫・坂東國男と革命左派の永田洋子・坂口弘（永田の内縁の夫）による初会談の場がもたれた。翌1971年1月には革命左派の合法部門京浜安保共闘と赤軍派の合法部門革命戦線が共同で集会を行い、両派は「革命戦争の盟友」としての契りを結んだ。その後も両派は接触を繰り返し、革命左派は真岡銃砲店襲撃事件で奪った銃を、赤軍派は活動資金やアジトを提供して互いに支持、支援をしあっていた。同年7月に両派の合同・統一が検討され、革命左派の非合法部人民革命軍と赤軍派の非合法部中央軍を合体した「統一赤軍」の結成が確認された。「統一赤軍」の名称は革命左派の獄内最高指導者川島豪の強い反対に合い、「連合赤軍」と改称された。その後両派において交番襲撃計画（「殲滅戦」）の情報交換などが行われていた。
1971年8月 - 革命左派が山岳ベースを脱走したメンバー2人を殺害（印旛沼事件）。脱走発覚直後、革命左派の永田洋子、坂口弘（永田の内縁の夫）が赤軍派の森恒夫に2人の脱走を話すと、森は赤軍派において脱走未遂をして警察に通報しようとしたメンバーの処刑を検討していることを明かし、「スパイや離脱者は処刑すべきではないか」と言ったという。永田と坂口にはこう言った森だったが、赤軍派は処刑を実行せず、森は2人目の殺害を坂東國男から聞くと、「またやったのか！ もはやあいつらは革命家じゃないよ！」と動揺したという。殺害の実行役を担った吉野雅邦は、永田に「大変な闘争をやり遂げた」と評価され、永田、坂口、Fに次ぐ革命左派指導部の1人に加えられることとなった。吉野はこの印旛沼事件を「のちの暴力的『総括要求』や『処刑』の大きな推進要因となってしまった」と位置づけている。
8月末 - 印旛沼事件に運転手として関わったJ（女性メンバー）は事件後精神的に不安定になり、衝動的にベースを逃げようとし、「私も殺して埋めてよ」と叫ぶなどするが、結局脱走はせず。永田はJと2人で話をし、Jは自分が逃げるのを男性同志が押さえつけて殴ったことを「うれしかった」と語った。
9月 - 革命左派メンバーで印旛沼事件の実行犯の1人でもあったkが脱走未遂。これを知った吉野雅邦はkを殴り、胸ぐらをつかみながら「何で、何でだよ、殺されちゃうんだぞ」と涙声で詰問。
9月11日 - 福島県の交番を坂東・植垣康博ら赤軍派メンバーがナイフで襲撃。交番には警官がおらず失敗に終わった。この襲撃は森の指示によるもので、「殲滅戦は革命左派と共同で行う」という革命左派との約束を無視し「抜け駆け」で行われたものであった。植垣によれば同月14日に予定されていた革命左派との合同会議を前に「殲滅戦」を成功させ、「赤軍派は断然強い」と思わせて革命左派に対して優位に立とうとする森の意図があったという。森は坂東らがナイフで交番を襲撃しようとしたことを「消極的な考え」として批判。「今後は銃による攻撃的殲滅戦を必ずやれ」と指示。
10月22日頃 - 赤軍派（森）と革命左派（永田、坂口、F）による指導部会議。両派による合同軍事訓練の開催で合意。後日再度行われた指導部会議によって赤軍派の新倉ベース（山梨県）での開催を決定。
10月24日頃 - 革命左派のkとkの恋人の女性メンバーが丹沢ベース（神奈川県）から脱走し名古屋で逮捕される（k脱走問題）。
10月25日 - kの逮捕を受けて、革命左派は丹沢ベースを放棄し、大井川上流の井川（現在の静岡県静岡市）への移動を開始。同時にkも計画に関わっていた福島県の交番襲撃計画も断念された。
10月27日頃 - 井川に到着した革命左派は八木尾又付近の廃屋をアジトとする（井川ベース）。また、安倍川上流の牛首峠東（静岡県）の造林小屋を拠点に、さらに奥に小屋の設営を開始（牛首ベース）。
11月12日 - H（女性メンバー。吉野の内縁の妻で妊婦）が井川ベースから上京し、吉野の旧友でHとも面識があった大泉康雄と会う。Hは「わたしたちはいままで、負ける闘いばかりしてきた。いつも負けて、柴野さんのような犠牲を払ってきた。でも、これからは負けない闘争を貫徹する。わたしたちには、絶対安全な根拠地がある。わたしたちは遊撃戦を展開し、それに勝ち、そして、その安全な拠点に帰る。そういう闘いをいよいよ始めるから、あなたとも当分会えない」と告げて吉野から大泉に宛てた手紙を渡した。「殲滅戦」への決意を込めた吉野の手紙からHの妊娠を知った大泉はHに「大丈夫なの？」と尋ねたが、Hは「わたしは革命児を生む。そして、立派な戦士に育てる」と答えた。Hは自身の決意を語った後、「ねえ、ヤス君、わたしたちのしていること、どう思う？ ばかげていることではないかしら……」と大泉に尋ねたが大泉はそれに何と回答したか覚えていないという。またこの前後、Hは実家にも行き母親に「十万円ないと（山岳ベースに）帰れない」とせがみ、現金と衣服を受け取った。Hの母親はこのときHの妊娠に気がつかず、後年「赤ちゃんできているのに気がついていたら、引きずってでも家の中に押し込めたのに……」と吉野の母親に話したという。
11月中旬 - 人に見られたため牛首ベース（建設中）を放棄し、革命左派は井川ベースに戻る。この牛首ベースにいる間のある日、永田はG（女性メンバー）に1969年9月に逮捕された際に自供したことの総括を、Hにかつて政治ゲリラ闘争を救援対策組織（救対）の立場から批判したことと永田がかつて出した中国へ行くという方針を根拠地問題を抜きにして批判したことの総括を求めた。またFの内縁の妻であるcにはFからの自立を求めた。
11月21日 - 革命左派の是政アジトが摘発され、I・d・m（Jの妹）・他1名が逮捕され、アジト近くで川島豪の妻が逮捕される（是政大量逮捕問題）。
11月24日 - 革命左派は群馬県の榛名湖の温泉旅館跡を拠点とし、さらに奥に小屋の設営を開始（榛名ベース）。
11月末 - kの脱走によりJの消耗は顕著になっていた。これを受けて坂口は突然Jを川に連れ出し、「夢中になって洗濯しろ！」と命令。永田は後に、坂口によるこの洗濯の強要と、k脱走未遂時の吉野による暴行を「暴力的総括要求の萌芽」と位置付けている。

### 「総括」要求の開始
12月2日 - 革命左派の軍事訓練参加組が新倉ベースへの山道に到着する。革命左派の者達が水筒を持っていなかったために、出迎えた赤軍派の植垣康博がベースに水筒を依頼した。
12月3日 - 早朝、植垣が革命左派の昼食のための握り飯をベースに依頼。赤軍派（B・C）は午前中に水筒を届けに来たが、水筒を用意していなかった革命左派を批判した（水筒問題）。昼に握り飯を届けに来た青砥も、水筒問題で革命左派を批判する。こうした赤軍派メンバーによる相次ぐ水筒問題への批判は森の指示によるものだったという。革命左派は午後に新倉ベースに到着するが、出迎えた森らは水筒問題で革命左派を批判。永田は水筒問題について自己批判を行う。
夕食後に赤軍派9名（森・坂東・A・植垣・青砥・B・C・D（女性メンバー）・E）、革命左派9名（永田・坂口・F・吉野・G・H・前澤・c・岩田）による顔合わせ全体会議が行われた。赤軍派の9名は逮捕者を除いた同派非合法部の全メンバー。A・D・E・青砥は合法部から非合法部に移って間もなかった。革命左派の9名は同派非合法部の選抜メンバー。多くのメンバーは榛名ベースに残され、この時はベースの建設作業をしていた。
この日の就寝時、赤軍派は山小屋の布団をストーブを中心に敷き広げて早々に寝てしまい、革命左派メンバーはストーブから離れた小屋の隅で寝ることを強いられ、布団も与えられなかった。
12月4日 - 朝、合同軍事訓練開始。森は永田を呼び止め2人で会議。森は赤軍派の合同軍事訓練参加メンバー全員が「革命戦士として戦っていける」と評価した上で永田に革命左派が保有していた銃を赤軍派に譲渡することを要請。永田はこの要請を保留し、赤軍派の女性メンバーDが合法時代と同じ指輪をしていたことを「革命的警戒心が足りない」として批判し、Dの革命戦士としての資質に疑問を投げかける。
夜の全体会議にて赤軍派は米子闘争を自己批判。森は革命左派にkの脱走と是政大量逮捕の総括を要求した。
12月5日 - 森は革命左派にkの脱走と是政大量逮捕の総括を再度要求する。永田は前日森に指摘していたにもかかわらずDが指輪をしていたことに気づき、他の革命左派メンバーと一緒にDの身なりや闘争に対する姿勢を批判した（D問題）。Dは驚いた顔をして森の方を見たが、森は黙っていた 。Cが「差し出がましいようですが、何が問題なんですか」と革命左派メンバーに尋ねた他、赤軍派メンバーの多くにはDの何を問題とされているのかがわからなかったという。最終的に永田は赤軍派批判を始め、「赤軍派は苦労してないのよ」「このままではとても一緒にやっていけない」と言って寝てしまう。
12月6日 - 赤軍派メンバーのみでD問題を話し合う。森は革命左派のD批判は赤軍派全体に対する批判でもあり、メンバー全体で責任を持って解決していくこと、D自身もこの批判に責任を持って応えていく必要があることを主張。この中で森は革命左派がベースを脱走したメンバーをすでに殺害している(印旛沼事件)ことを赤軍派メンバーに明らかにし、これを踏まえて「山を降りたものは殺す」と宣言。
森は革命左派に対して赤軍派が革命左派のD批判を受け入れ、Dが総括できるまで山から降ろさず、山を降りる者は殺すと確認したと表明する。これを受けて永田は「言葉だけではなく必ず総括させてほしい。総括できるまで山から降ろさないでほしいし、なるべく早く総括してほしい」と答える。森はここで永田が言った「なるべく早く」という言葉を重く受け止め、以降の総括要求において「総括期間は短期間でなければならない」と考えるようになったとしている。森はこれに続いて、「作風・規律の問題こそ革命戦士の共産主義化の問題であり、党建設の中心的課題」であるとし、「各個々人の革命運動に対するかかわりあい方を問題にしなければならない」と表明。赤軍派メンバーは夕食後にDを、森はEを批判。
12月7日 - 共同軍事訓練最終日。全員が軍事訓練の感想を言い、感激した意見が続き、「全体に団結の雰囲気が盛り上がった」。森は自身の生い立ちから第2次ブントにおける敵前逃亡の総括まで長時間に渡り語る中で感極まって泣き出し、もらい泣きする者も出、坂口も胸を熱くしたというが、永田にはその涙の理由がよくわからなかったといい、坂東も泣いて感動するほど団結したとは思えず戸惑ったという。永田・坂口を除く革命左派メンバーは夕方に新倉ベースを去る。森、永田に対しBを批判。
12月8-10日- 森は永田・坂口や赤軍派メンバーに「銃による殲滅戦」のための主体の「共産主義化」の必要性を説く。これを聞いた永田は自身が革命左派内で掲げていた「銃を軸とした建党建軍武装闘争」をより一層理論化したものと考え、森に対する信頼を持ったという。森はB・D・Eを批判し、3人に雪の降る屋外での射撃訓練（実弾は使用せず射撃の構えをひたすら繰り返すというもの）を命じた。9日に、次回指導部会議を赤軍派都内アジトまたは革命左派榛名ベースで12月20日に開催することが決定される（最終的に榛名ベースで行われることになった）。永田と坂口は10日に新倉ベースを後にした。ベースを後にする際、森は永田に「意識的な共産主義化の獲得の必要」を確認できたことの意義、革命左派が永田を中心に自然発生的とはいえ自己批判・相互批判を通して「共産主義化」へ向けた取り組みをしていたことを評価。その上で森は永田を「共産主義者」として評価した。永田はこれを好意的に受け入れた。
12月12日 - （榛名ベース）永田と坂口が榛名ベースに帰還。永田は新倉ベースで森と確認した「共産主義化」の重要性を革命左派メンバーに説明。
12月14日 - （新倉ベース）Aが上京。森はB・D・EをAの足跡消しに向かわせた後、植垣らにBたちの逃亡の警戒の必要性を説き、彼らのナイフや金銭を取り出し、弾薬を隠すよう指示。
（榛名ベース）18日に行われる赤軍派と革命左派両派の救対による十二・十八柴野春彦虐殺弾劾追悼一周年集会に永田らが書いた革命左派のアピール文を届けるためGと岩田が上京。
（新倉ベース）この間も、B・D・Eに対する総括討論と射撃訓練が続けられた。森は3人の総括を聞き、「総括しつつある」あるいは「総括しうるだろう」と判断して坂東と共に榛名ベースに向かう。森は榛名ベースへ出発する際に植垣と青砥に、Bたちを厳しく監視すること、Dが植垣を「たぶらかして取り入ろうとするかも知れない」から注意することを指示。この日から29日までの間、植垣たちは、日中は森の指示通りB・D・Eらに銃の訓練させ、個別の総括討論をするなどした一方で、夜は「総括のことを忘れて酒を飲み、歌を唄ったり雑談をしたりしてにぎやかに過ごした」。
12月17日 - （榛名ベース）永田達は18日の十二・十八柴野春彦虐殺弾劾追悼一周年集会で主催者名がこれまでの「京浜安保共闘と革命戦線」ではなく「革命左派と赤軍派」になっている事をKから知り、これを永田ら「軍」に確認せずに独断で決めた革命左派獄中指導部（川島豪ら）を批判。十二・十八集会に前澤とfを派遣し、先にGと岩田が提出した革命左派のアピール文とは別に「軍」としての発言を要求することを決める。
12月20日 - 森と坂東が革命左派との指導部会議のため榛名ベースに到着。森はDらは総括したと報告。森は全体での挨拶の中でのJの発言を問題視して批判、永田とFがJを擁護するが、森は撤回せず擁護した2人を批判した。森はHを全面評価する一方で、Hを除く革命左派メンバー、特にKを「軍人らしくない」として批判。赤軍派の評価基準で革命左派メンバーを評価されたことに反感を持った永田は、批判されたKを過去の自分を自己批判して「頑張っている」と擁護し、全面評価されたHを「第三者的に批判するところ」に問題があるとして森の評価に反論した。森は徹夜での会議を提起し、中国の革命戦争史を「共産主義化」の観点から理論化してみせた。これを聞いた永田は森が革命左派メンバーよりも毛沢東思想に対する理解が深いことに心酔し、理論的指導者としてより信頼するようになったという。
革命左派ではそれまで、指導部から方針の説明や離脱者の発生以外で全体での会議が行われることがなかったが、森が榛名ベースに来たこの日からほぼ毎日全体会議行われるようになった。
12月21日 - 十二・十八集会に参加していた前澤とfが帰還し、集会での軍としての発言を合法部に拒否されたことを報告する。これを聞いた森は赤軍派の救援対策組織であるモップルを批判し、「赤軍派と革命左派が別々に共産主義化を獲ち取るというようにするのではなく、銃と連合赤軍の地平で獲ち取っていくべき」と主張。これに共感した永田は赤軍派と革命左派が「我々になった」と発言し、森もこれに同意。路線問題を排除したまま「共産主義化」によって両派が合同する路線が定まった。
この後の雑談の中で、森が坂東に対して「結婚しても闘っていくことが指導者として必要なのではないか」と発言。永田がこれを受けて、「『我々になった』のだから」として坂東に革命左派メンバーのfとの結婚を提案。坂口が賛成し、森も勧めた。会議後、永田はfに坂東との結婚を提起。fは他の活動家に好意を持っていることを永田に明かしたが、その人と結婚する意思がないのならと改めて坂東との結婚を勧めた。坂東とfは2人で話し合い、この日の夜全体会議の後、坂東により2人が結婚することが発表された。
永田は「我々になった」ことを受けて森に革命左派のメンバーを指導することを要望し、森はこれを承諾。「我々になった」ことが公にされた全体会議において各自が発言する中でJが「2人の時（印旛沼事件において脱走メンバー2名を殺害したこと）にいてよかった」と発言し、森はJに対して「そんなこと言っていいのか」とその場で批判。この時、印旛沼事件に関しては実行メンバーと幹部を除く大半の革命左派メンバーが事件の存在すら知らなかった。
夜にIと岩田が榛名ベースに到着。G・岩田が連名で書き、I・dがその内容に同意したとする永田ら革命左派獄外指導部に対する「意見書」を永田らに提出。「意見書」は「十二・十八集会の主催を『革命左派と赤軍派』としたことは死亡した柴野春彦が革命左派メンバーであったから当然であること」、「獄内指導部（川島ら）・合法部・非合法部（永田・坂口ら）は互いに連携を深めるべきであること」「十二・十八集会で発言を拒否された前澤とfが合法部に対して『分派活動だ』と言ったことを自己批判すべきであること」を主張したものであったが、即座に永田に批判され、Iと岩田は意見書について自己批判をする。森は、「意見書」の中にある前澤が「分派だ」と言ったとすることの真偽を前澤本人に確認し、「よく言った」と評価した。
Lが妻（以下h）と子供（乳児）を連れ榛名ベースに到着するが、Lは自分一人の判断で妻と子供を連れてきたことを自己批判。
永田は、Iが取り調べ中に雑談したこと、Kが警察によるベース発見を懸念して銃の埋めてある場所の地図を救対に渡したことを聞いて2人を批判し、Iに総括を要求する。Kが自己批判する。
12月22日 - 森はIとJが革命左派被指導部の歌をリードしているのを問題視してこの歌を批判し、Fが被指導部に歌をやめさせる。夜になって、Iは取調べでの雑談を自己批判し、森に追及される。森は各自に総括を要求。指導部会議（森・永田・坂口・坂東・F・吉野。23日からAも加わる）は未明前に終了。
12月23日 - 朝、指導部会議が始まる。森は、Aが榛名ベースに来ると言い、永田はHにバス停にAを迎えに行くよう頼んだ。Hが森にAが何時ごろ来るのか尋ねると、森は「何時に来るかわからん。二、三日中に来るということや」と答えた。結局AはHに連れられて夕方に榛名ベースに到着した。指導部会議は夕食後に再開され、未明近くに森はIとJを批判して指導部会議は終了した。この中で森は「上からの党建設」を強調。森は赤軍派が「上からの党建設」を追求してきたのに対し、革命左派は「下からの党建設」であるが故にその共産主義化の闘いも自然発生的に留まったとし、「上からの党建設」により共産主義化を推し進めることを主張した。
12月24日 - 昼に始まった指導部会議で、森は革命左派の最高指導者であった川島豪を批判。
その後森は1969年7月6日に起こった第二次ブンド内における赤軍派と他派間での内ゲバ事件である「七・六問題」を語る。森は「七・六問題」そのものではなく森自身がその時に「戦線逃亡」したことに対する総括を語り出し、自身が「戦線逃亡」したことを「一から十まで間違ったもの」として総括し、「別党コース」をもっと徹底すれば「戦線逃亡」することはなかったとし、「別党コース」の徹底には「共産主義化」の観点が必要だったと語った後、「もう総括できたもんね」と言った。永田はこの森の総括が内ゲバを正しいものと位置付けて徹底して行うべきだったとするものであり、暴力的分派闘争の強調に繋がったとしている。
夜遅く、被指導部がIのリードで歌を歌っているのを森が再び問題視し、Fに歌をやめさせる。森はIとJを改めて問題視。永田が2人で討論させて総括を深めさせるよう提案すると、森はこれに同意した上で2人を作業から外し討論させることを決定。
12月25日 - 指導部会議において森は川島豪を改めて批判。革命左派結成当時に川島と共に指導的立場を担い川島による方針の過激化と共に1969年末に組織を離脱した河北三男に対して森は「脚の一本や二本へし折るくらいのことをすべきだった」と発言。坂口にとっては森の川島批判は「デタラメな決めつけ」でしかなく「新党など創れるはずがない」とまで考えていたが、これに反して永田は森の批判に迎合していき川島を批判しだしたという。
森は作業から外して討論させていたIとJが「総括する態度ではない」として、2人を別々に正座させることを決定。森はそれまで2人を「I君」「Jさん」と呼んでいたのをこの時から「I」「J」と呼び捨てにするようになり、次第に他のメンバーもこれに倣うようになった。さらに森は「総括に集中させるため」としてIとJに食事を与えないことを決定。
12月26日 - 森は永田が「自然発生的に共産主義化を獲ち取ってきた」経緯を明確にするためとして永田の生い立ちを尋ねる。森は永田が労働者の娘であったことを共産主義化の獲得に結びつけて解釈した。
指導部会議にて「共産主義化」の観点からAがタバコをやめると表明すると、坂口もこれに続く。タバコをやめることが「共産主義化」の獲得に必ずしも繋がるとは考えなかった永田が「自発的に行うべき」として自身はタバコをやめないことを表明すると森もタバコをやめないと表明。森、自身の妻子を入山させる意思を語り、Aにもこれを要求する。Aは承諾する。
夕食後、全体会議。森は赤軍派は「上からの党建設」、革命左派は「下からの党建設」であったとし、「共産主義化」の獲得には「上からの党建設」が必要であることを主張。全体会議後、被指導部メンバーは就寝、指導部メンバーは指導部会議に移った。森は改めて川島批判を展開し、革命左派に川島との訣別と分派闘争を迫る。

### 暴力による「総括援助」
12月26日 - 夜、指導部会議から席を外した永田がIとJが接吻するところを目撃したとして、指導部会議で「神聖な『我々』の場をけがした」と2人を強く批判する。これを聞いた指導部メンバーは怒りを露わにし、永田が「どうする？」と皆に相談すると、しばしの沈黙の後、森が「殴るか。総括要求されているIがそういうことを黙っているのだから、他にも隠していることがあるはずや。殴ってそれを聞き出そう」と発言。さらに森は「真に総括させるために殴る」「殴ることは指導である」とし、学生時代に剣道の試合で気絶した時に「目覚めた時新鮮な気持ちになって全てを受け入れられるような状態になった」自身の経験を話し、殴って気絶させることによってIにもそれが可能になることを強調して殴ることの意味付けをした。坂東はこの森の提起に躊躇し、他のメンバーもそれほど同意しているようではなかったと坂東には見えたという。坂口は「残酷な提起」と考えながらも「気絶するまで」と決められていたため、酷い事態にはなるまいと賛成したという。森は殴ることの意味づけを語ると「いつやるか？」と指導部メンバーに確認、永田が「やるならすぐやろう」と答えたため、森が指導部メンバーにIとJを起こすよう指示。坂東は森と永田が「断固としている」と感じ、一方で坂東自身が「殴ることに耐えがたいものをもっていることは許されない」と考えたという。森がIを殴ると宣言すると、Fと「自分がいちばん遅れていると感じていた」吉野もIを殴ると宣言した。これを受けて森は坂口と坂東にJを殴るよう指示するが、永田は過去にJが脱走未遂をした際に殴られた後に「男の同志に殴られてうれしかった」と発言していたことを挙げて「指導として殴るならJは女が殴るべき」と主張。その上で「私は思いっきり殴れそうにない」と言った永田に、森は「それはそれでいいから」と答えた。Aが森に殴る意義を再度確認。坂口はこれを聞いて、「Aさんも躊躇しているな、と仲間を見いだしてホッとした」。森が「共産主義化」を勝ち取るための新しい指導であることを主張するとAはこれを受け入れた。
こうしてIとJが殴られる事が決定された。既に就寝していた被指導部メンバーは永田によって起こされ、メンバー全員が2人を取り囲んだ中で指導部と被指導部による2人への殴打が始まった。永田はJや実弟である加藤倫教とiにもIを殴らせた。呆然としたまま動けない加藤倫教に対し、永田は1971年3月に加藤倫教が他メンバーらとともに大阪で無抵抗のまま逮捕されたことを持ち出し、これを克服するためにも「殴らねばならない」と言ったという。IがJと肉体関係をもったことがあると告白すると、永田は憤慨し、坂口と坂東がJを殴り、永田が「男が殴ると気持ちよくなるから」としてH、fら女性メンバーにJを殴らせた。坂東は「指導としてなぐらねばならない。そうして共産主義化し、自分の弱さ、ちゅうちょを乗りこえねばならない」との思いでJを殴ったが、永田が女性メンバーに殴るよう指示した時、「正直いってほっとし」たという。しばらく殴られた後で正座させられたJはトイレに行くことを希望するが、森はこれを認めず、Jはその場で排泄させられた。Iへの追及と殴打は夜が明け始めるまで続き（結局2人が気絶することはなかった）、永田の指示によりIは坂東とFと吉野に縛られ、以後用便にも立たせず放置した。永田はIとJに食事を出すように指示。
12月27日 - 全体会議において気絶しなかったIを「共産主義化しようとし、指導部を信頼していれば、気絶するはずだが、自分を防衛しようと緊張しているから気絶しなかった」「総括できていない現れ」として批判した森は束縛を総括に集中させるためと説明し、当面IとJに食事を与えないことを決定。さらに森は殴ることを「同志的援助」と位置づけ、「報復的に殴った」Jを批判、他にもJを批判する者が数名いた。加藤倫教が「殴るということではなく、他に総括させる方法はないだろうか」と述べると、永田は「他に方法があるなら言ってよ」とこれを即座に撥ねつけた。
吉野は1970年に組織の金を私的に使ったことを告白し、自己批判。cとgが昼前にGを連れ榛名ベースに帰還すると、Gは意見書について自己批判。森がGの服装を指摘すると、Gは一度シンパに買ってもらったものと報告した後しばらくしてからシンパからもらった金銭で自分で買ったものであると訂正した。森は初めからそう言わなかったことを批判し、Gは自己批判した。
指導部会議が始まると、森は革命左派に川島豪との決別・暴力的分派闘争を迫り、革命左派は川島豪との決別・分派闘争を受け入れ、「新党」の結成を確認した。川島との結びつきが強かった坂口は最後までこれを受け入れられずにいたが永田の促しによって最終的に承諾した。森は、坂口に対して「今後君によくしゃべってもらう」と言い、以後森は永田に次いで坂口を特別視するようになり、「共産主義化」の観点からいくと批判されるようなことでも永田と坂口は森に批判されることはなかったという。
夜の全体会議は坂口による「新党」結成の報告から始まり、坂口は「川島に銃口を向ける」と発言。森はIを殴る際に「よくも俺のことをプチブル主義者と言ったな」と言ったKを「同志的な対応のあり方ではない」として批判。吉野はI殴打の際途中から殴るのをやめたことを森に指摘され、吉野が森に「自分も同じ問題があると思った」というと、森は「だったら余計殴らなあかんやないか」と言った。
未明まで続いた指導部会議で、森は、「殴るには、自分自身が共産主義化を獲ち取ることを決意しなければならなかったので大変だった」と全体会議で発言した岩田を高く評価した。また、森は新倉ベースに残された赤軍派メンバーが榛名ベースにいるメンバーより「はるかにおくれてしまっ」ていること、森自身はIとJを殴って縛った後だから榛名ベースを離れることができないと発言。榛名ベース到着時に森がDらが総括できたと言っていたのを信じていた永田は、新倉ベースにいる赤軍派メンバーを榛名ベースに呼び寄せることを提案。坂東とFがLの運転で迎えに行くことになった。これについて森は坂東に、IとJを殴ったこと及びその総括を全て話すこと、B・D・Eが「本当に総括できているか」の見極めをすること、総括できていなければ逃走を警戒すること、逃げ出すようなことがあれば「断固として対応」することを指示した。
12月28日 - 森はJの束縛を決め、Jは朝食後に束縛される。森は永田に対してJがガラス戸を見ているのは逃げることを考えているためだと断定し、それを見抜けていないとして永田を批判。
永田は被指導部メンバーに対して「新党」結成のレジュメを作ることを報告。被指導部メンバー達は喜んだが、これを見ていた森は永田の被指導部メンバーと仲良くやろうとする姿勢を「上からの指導ではない」「指導者として正しくない」と批判。これを受けて永田は以後被指導部メンバーとほとんど会話をしなくなった。
坂東・F・Lが新倉ベースへ出発。
夕食後の全体会議で、Kは十二・十八闘争で日和った事、軍が逮捕された時のことを想定して銃の隠匿場所を合法部メンバーに教えたことを森に追及され、自己批判して正座する。全体会議後の指導部会議は朝まで続き、森はKが銃の隠匿場所を教えたことを敗北することを前提とした敗北主義として批判し、Kの闘争歴から日和見主義を問題視した。
12月29日 - 森はKの日和見主義克服のため十二・十八闘争に見立ててKを警官役と決闘させることを提起。この警官役に坂口が名乗り出て決闘が行われるが、Kがほぼ一方的に殴り返され続ける形で決闘は終了。「よくやった」（森）「おやじさん（森の愛称）ありがとう」（K）というやりとりを見た永田は「すべてを取りしきっているのは自分だといわんばかり」の森の「鷹揚さ」とそれに「媚び」ているKに苛立ち、「甘えるな」とKを批判。また、この決闘の最中にHがその場を離れたため、森が決闘後にそのことを追及すると、Hは「あんなことしてもK君が立ち直るはずがないから」と反論した。
その後行われた指導部会議の最中、KがGに「ちり紙をとって」と言ったのを聞いた森は「甘えている」と批判。「総括する態度ではない」として指導部全員でKを殴り、立ったまま総括するよう命じ、食事も与えず、用便にも行かせないことにした。他方で森はKの「決闘」時にIが「頑張れ！」と励ましていたことを評価。この頃には「暴力的総括援助」を課せられたメンバーに対する総括進展状況の判断基準に肉体的限界状況下での「態度」に重きが置かれるようになっており、事件の終結までこの観点は維持された。
森、買い物に出かけていたGが美容室で髪を切ってきたことを批判し、Gはこれを受けて自己批判。cは「革命戦士として自立するため」としてFとの離婚を表明し、森はこれを「女の革命家から革命家の女へ」なることとして評価する（この時Fは新倉ベースに行っており不在だった）。Hも吉野との離婚を表明するが、永田に反対される。Gは森の発言を受けて「革命家の女になるために努力する」と発言するが、森に美容室で髪を切ったことを改めて批判され、Gは自己批判する。
（新倉ベース）坂東・F・Lが新倉ベースに到着。坂東は煤で黒くなった顔を洗わずに総括しようとしていたDを見て「がんばっている」と感じたという。坂東が赤軍派メンバーに赤軍派と革命左派による「新党」の結成を報告し、榛名ベースへの移動を促す。B・D・Eの総括が完了していないというCの発言を受けてFの提案によりその場で各々の総括を検討することにする。3人の総括を聞いた坂東とFは「三人とも総括できている、ないしはそういう方向にある基本的に総括できている」と評価した。
12月30日 - （榛名ベース）午前の指導部会議において前夜Kの見張りをしていた吉野が「何度も横にならせてくださいと言うなど総括をする態度ではない」と報告。森はKを縛ることを提起し、森と指導部はKを殴り、立たせたまま縛る。
午後、Iの腕にロープで長時間縛られていることによる水泡が出来ているのを見た森は動揺するが、Aとの相談の末、「腕の1本や2本なくなっても革命戦士になったほうがよい」と再び態度を硬化。Iの弟たち（加藤倫教、i）は、Iが縛られて以降、夜寝付けず、何度も起きていたが、森は「総括できない者を甘やかすのは同志的援助に外れる」「そうした本人自身が自己の総括を進化し切っていない証左である」と彼らの「同志的感情を押しつぶした」。
森は全体会議においてI・J・Kに食事を与えないことにしたことを報告。今後食事を与えるかは総括の進展状況によるので指導部に一任するように被指導部メンバーに通達。永田はこういった決定は指導部会議において話されていなかったため驚いたがそうすることが森の言う「上からの党建設」であると考え無批判に受け入れたという。
Iと共に逮捕されていたdが前澤と岩田に連れられてベースに帰還。dは取り調べ中に刑事が出した食べ物を拒否せず飲食したことを自己批判。永田はdに対してその夜の総括中の者の見張りを永田とともにすることを命じただけで、それ以上の追及はしなかった。加藤倫教は自身の兄であるIとこのdへの扱い（是政で無抵抗で逮捕されたこと、「意見書」に同意したことなど、Iが批判されたこととの共通点が多かった）を比べて不公平に感じたという。
（新倉ベース）夜、Bは植垣に「どうしても死ということを考えてしまい、不安を感じる」と打ち明けた。これに植垣は「どう総括していいかわからん」としながらも、「これから逃げてはだめだと思っている」と答えた。Bは植垣の言葉を受けて「俺は、今こそ飛躍が問われていると思っている」と語った。
12月31日 - 坂東とLがB・D・Eの3人を連れて榛名ベースに出発。車内でDは坂東に「本当にやっていけるかしら。総括できたといえる」と尋ね、坂東は「ススで真黒になっても頑張っていたことなどがわかれば、森同志達にもわかるはずだ」と答えた。また、Bが前日一睡もできなかったことを知っていた坂東はそのことをBにいうと「私を信用してほしい。山から逃げないから」と答えた。植垣とCは指紋消しのため新倉ベースに残り、Fと青砥は任務のため上京した。

### 相次ぐ「敗北死」
12月31日 - 夕方、メンバーが食事の準備をしている傍らでKが「すいとんすいとん」とつぶやくのを聞いた森はKを批判。森が「Iの時は、顔面を狙ったが膨れ上がっただけで気絶しなかった。今度は腹部を中心に殴って気絶させよう」とKの腹部を殴り気絶させることを提起するが、森達に腹部に膝蹴りをされたKは気絶しなかった。膝蹴りを中止した後、森はKが気絶しないことを批判したが、その日の夜、Kの死が確認される。最初の犠牲者。坂口はKが殴打され、薄着でさらされて衰弱して死んだのではないかと思った。森はその場で全員に報告することはせず、Aと協議した結果、「共産主義化しようとしなかったために、精神が敗北し、肉体的な敗北に繋がっていった」「本気で革命戦士になろうとすれば死ぬはずがない」としてKの死を「総括できなかったところの敗北死」と指導部メンバーに説明。森は永田にKの「敗北死」を全体会議で報告させることを決定。永田は2人が聞いているところでKの死を話すべきでないとの判断からIとJを小屋の外に出すことを提起し、IとJは小屋の外に出され、屋外の木に縛りつけられた。森はKの遺体を埋める吉野の補助として前澤を、屋外に縛ったIとJを見張るAの補助として岩田を指定。前澤と岩田にはKの死と、事件に関与したメンバーと幹部しか知らなかった革命左派の脱走メンバー殺害（印旛沼事件）が伝えられた。岩田は印旛沼事件の被害者の1人であるnとは中学時代からの友人であり、Kとは大学の寮の同じ部屋で面倒を見てもらっていた関係であったため、親しかった人物2人の死を同時に聞かされたことになり、大きなショックを受けたという。
坂東・Lと共にB・D・Eが榛名ベースに到着。坂東が3人のことを森に報告すると、森は「甘い」と坂東を批判。森は坂東に対してBは逃げようとしていると断定的に語った。森の目には、Bは「縛られている三名の事を気にして態度に落ち着きがなく」、Dは「旧革命左派の女性同志に対するライバル的な態度が抜け切ってはいず」、Eは「非常に神経質な様子で軽いノイローゼ的な様子」に見えたという。森は榛名ベース到着時に「3人は総括した」と言った前言を翻し、「全く総括できてない」と批判するが、永田と坂口は同意しなかった。
永田がKの「敗北死」を全体会議で報告。「彼の敗北死を乗り越えて前進する決意を我々自身がより固めていかなければならず、食事が食べられないということもあってはならない」として全員でパンやコンビーフで食事をとった。活動資金の節約のため普段は麦飯をメインに食事をとっていた彼らにとってパン食は贅沢な食事であったという。
1972年1月1日 - 「ベースに来てから縛られているメンバーや戸口の方ばかりを見て落ち着きがなかった」Bを森は追及。Bの総括要求の討論が始まる。森はBの問題として、赤軍派に加わる前の「ルンペンプロレタリア的無政府的体質」からの脱却が図れていないこと、数々の女性問題、中でも赤軍派坂東隊の準メンバーとしてBが活動に加わらせた女性メンバーo（Bの恋人でもあった）がBとの組織脱走や警察への引渡しを図ろうとしたことに対し没主体的であったことを指摘した。Bが自ら「縛ってくれ」と言うのを森は「我々は自らの意思で縛るのだ」と拒否し、両手を後ろ手に縛った上で指導部の者や被指導部の者と一緒にBを殴る。殴る前に森は指導部メンバーに対してKの死に繋がった殴打について触れ、「膝で蹴ったのがまずかったかも知れない。今度は死ぬ危険がないように手で腹を殴って気絶させよう」と提起した。殴られる過程でBは「革命戦士になるためになんでこんなことが必要なんだ」と異議を唱えるが、森は「何故こうされているのかよく考えてみろ、頑張って総括するのだ」と言って顔や腹部を殴り、やがてBは「頑張ります」と言って殴られるままになった。坂東はBの発言に戸惑ったが戸惑う自分は森が言うように「甘い」のかと考えたという。森はDとEにもBを殴らせる。躊躇したDが森らに迫られてBを殴ると、Bは「ありがとう」と言った。永田は凄惨な有様になったBを見て「早く気絶させられないのか、このままでは心配だ」と言い、これを受けて坂東がBの鳩尾を殴ったがBは気絶しなかった。夜明け後にBへの殴打は終了。森は坂口と坂東らにIとJが縛られている屋外にBを縛らせた。森は吉野のBに対する暴行を見て「やっと、すっきりしたみたいだな」と褒め、吉野は「総括姿勢あり、とみなされた」と考え安堵したという。その直後、岩田からの報告でBの死が確認される。2人目の犠牲者。Bは死の直前に「もう駄目だ」と言ったといい、森は「彼の死が明らかに腹部に集中的に強打した事に原因していると考えた」が、Bの死を革命戦士になる気力すらなくなったことによる「敗北死」として、全体会議で永田に報告させた。森は会議の後、指導部に対して「腹を殴ったのがまずかったな、これからは腹はやめよう」と発言。
雨が降ってきたことを受けてIとJはベースの床下に移される。iは外が極寒であったたため兄であるIを小屋の中に入れるように頼んだが永田は「黙っていなさい」と言って取り合わなかった。森はJの「こんなことをするんなら殺してよ」と言ったことや食事を与えた際に「また後で頂戴ね」と言った態度を批判。一方で床下に移される際に自力で歩こうとし、移された後も「寒さで総括に集中できないから」と縛られていた柱に頭を自ら打ち続けていたIを森は評価し、Iのみを小屋の中に入れさせてから凍傷で動かなかった手足を湯で温め衣服を乾かしてから小屋内の中央の柱に縛った。森はiと永田の「Jは闇を恐れる」という意見によりJに目隠しをさせる。その後、Jは容態が急変し、加藤倫教に知らされて森・AらがJの蘇生のため人工呼吸を行うが、fによってJの死が確認された。3人目の犠牲者。
指導部会議でAが「死を突きつけても革命戦士にはなれない。考えてほしい」と森に指摘、これに対し森は「死の問題は革命戦士にとって避けて通ることのできない問題」であり「精神と肉体の高次な結合が必要である」と反論、Aはこれを受け入れる。事件中で「暴力的総括要求を清算するのかどうかが最も問われた」やりとりとなったが、「総括できれば、どんなに寒くても凍死しないようになり、どんなにお腹がすいても餓死しないようになり、銃の弾にあたっても死なないようになる」とでもいうような荒唐無稽な森の「論理」が受け入れられる結果となった。
森はJの死をIだけが屋内に入れられたことによる絶望感と死への恐怖による「敗北死」と規定し、夜の全体会議で永田にJの「敗北死」を報告させる。
1月2日 - Fと青砥が東京での任務を終えてベースに帰還。
森、午前中の指導部会議でDとEを批判。
前澤に連れられて植垣とCが午後1時頃に榛名ベース到着。森は植垣とCに対し、榛名ベースメンバーは2人よりも「はるかに進んでおり」、2人は圧倒的に「遅れている」と言った。森に「みんなからIたちが縛られたいきさつをよく聞いておくように」と言われた植垣は、GやHに説明を受けた。その際、2人からは総括要求に対する批判的な態度は感じられず、むしろ積極的に取り組んでいる印象を受けたという。
植垣がGのことを「好きになった」としてGとの結婚を提起。これを森は一旦は評価したが、「自由恋愛」に対して批判的な考えを持っていた永田がGに過去の恋愛（獄中にいた革命左派メンバーと印旗沼事件の被害者n）を総括してからでないと認められない旨を伝えると森も一転批判に転じる。C、女性問題と車の運転手に安住していたこれまでの活動でのあり方を自己批判。全体会議でGが植垣との結婚受け入れを表明。森、指導部に対し「総括よりも男女関係を優先している」とGを批判。その後、植垣は永田に呼び止められ、「あんた、Gさんと結婚したいならしなさいよ。ただし、二人ともちゃんと総括してからよ」と言われたという。
森と被指導部によるDへの追及がはじまる。追及が詰問に変わっていく中でDは「死にたくない」「とにかく生きていたい」と発言。森は「我々にとって生きるとは革命戦士になって生き抜くことしかない」「『死にたくない』とはブルジョア的な死への恐怖心であり、革命戦士にとっては必ず払拭しなければならないものである」と指摘。「Jの遺体を埋めさせることで死の恐怖を克服させる」という永田の提案に森は同意し、DがJの遺体を埋めEがそれを手伝うよう指示。1月3日午前1時頃に、森・永田・Iを除くメンバーがJの遺体を埋めに出かけた。DとEがJの遺体を持ち上げて運搬をはじめると皆が「がんばれ！ がんばれ！」と声援を送った。この道中、榛名ベースの雰囲気に圧倒されていた植垣が坂東に対して「こんなことをやってていいのか」と尋ねると、坂東は「党のためだから仕方ないだろう」と答えた。
1月3日 - 森と永田でIの総括を聞く。Iは「革命とは人民の呪縛を解くことだと考えている」「性欲が起きた場合は皆と相談してどうするか決める」と言い、森は批判。森が逃亡を考えたことがあるかを尋ねると、縛られてから何度かロープを解いて逃げることを考えたが、今では革命戦士になる決意であることを森に語る。森はIが「逃げることを考えた」ことを問題視し一層厳しい態度をとる必要があると考えたという。森はIに総括する態度があったというのを全て帳消しにし、永田もこれでは総括できていないと考えた。
F、Jの遺体を「死んでも反革命の顔をしている」としてメンバーに殴らせる。午前3時頃にJを埋めに行っていたメンバーが帰還すると、FがJの遺体を殴らせたことをAから報告され、森はFがJの「敗北死」を「反革命の死」としたことを問題視し、Fに総括を要求する。Fは前日にベースに戻ってきたばかりで「敗北死」の説明を聞いておらず、そもそも「敗北死」自体を知らなかった。
Dは「死体は恐ろしかったが、自分がそれをやらなければ死への恐怖に敗北し、革命戦士になり切れないんだ、と思って運んだ」という総括を語るが、Dがかつて親族の死を経験していることを確認した森は「単なる死体としてJさんを見ていたに過ぎない。革命戦士の敗北の死として見ていたならば総括ができるはずだ」としてこの総括を認めず。Jの遺体の埋葬をやりきったことにより自信に満ちていたDの表情は森が総括を認めなかったことにより次第に暗くなっていったという。森はさらにDに対しDの親友である重信房子を批判。Dも重信を批判したが、森はそれも認めず。Eが「あんたの顔には表情がない、能面のようだ、Jと同じ顔をしている」と発言すると、Dは「Jのようになりたくない！ 頭の中で死がグルグル回っている！」と発言。これを聞いた森は「ブルジョア的な女性としてのプライドなどの属性を解体する」ためにDに自分で自分（主に顔）を殴るよう要求し、Dは30分程自らを殴らされた。これを前に森は、坂東とAに、「これまで、K、Bのように殴ると、敗北死すること、それにDは人に頼ろうとするから、何も援助せずにやらせろ」「腹は危ないから顔をやることにしよう」と伝えていた。永田は、Dに鏡を渡し、自分で殴った顔を見させた。森は植垣・C・青砥にDを縛り逃亡防止のために髪を丸刈りにするよう指示。森の指示を受けた植垣らによってDは縛られ、飲食物を一切与えず、用便にも行かせず放置された。永田は朝食後の指導部会議でDを着替えさせることを提起し、森の同意を得られた為にDの縄を解き着替えさせてから再び縛った。
青砥、植垣、C、Eの赤軍派メンバーが新倉ベースで練習したという労働歌「同志よ、固く結べ」を歌い、周囲も盛り上がっていたが、森は「お前らが唄うと労働歌も革命的に聞こえなくなる」と言った。以後、こうした合唱が行われることは無くなった。
昼食後の指導部会議でEを批判した森は、夕食後の指導部会議において元赤軍派の森・A・坂東、元革命左派の永田・坂口・F・吉野達による中央委員会(CC)の結成と、森・永田・坂口の3名を政治局(PB)とする事を提起。夜9時頃の全体会議で、森のCC結成と7人の立候補の構想を坂口に伝えさせて他のメンバーからCC結成の支持が得られた。このCC結成の発表を受けてEが「CCを承認します。これで僕もすっきりしました」と発言。森はこれに「何がすっきりしたのだ」と強く反問し、Eの闘争に対する消極的な態度や過去の女性問題を追及。この追及の中でEが新倉ベースにいた時に自殺を考えていたことを明かすと、森は青砥・C・植垣にEを縛るよう指示、青砥はEがそれまで一緒に活動してきた仲間だったためゆるく縛ったが、森に怒られて縛り直した。以後飲食物も与えず、用便にも行かせずに放置した。また、IもCC結成を支持する発言をしようとしたが、坂口に黙らされた。森は、夜極力寝かせて昼の討論に参加させることと、逃亡防止を理由にD・E・Iに目隠しをした。
1月4日 - 森と永田は屋内に移されてから真剣に総括を深めようとしなくなったとしてIを追及。Iが周囲を眺め回していたことから逃走を考えていると森は断定的に追及。永田はIに「ほかに二人（DとE）も縛られている、仲間ができて嬉しいだろう、そのうち一人は女の子だから特に嬉しいだろう、髪の毛が伸びて格好がいい、前から髪の毛のことを気にしていたのだから嬉しいだろう、そんな髪の毛は切らなければ駄目だ」と言い、Iが変装するためにパーマを取ってきたと答えると、永田は「Jの好みそうな髪型にしてきたのではないか」と言った。これを受けて森が逃走防止のためにIの髪を切らせるように命じ、Iの髪をトラ刈りにした。森は逃走を疑ってIを追及しながら殴り、立たせたまま縛った。森は中央委員会の場でもI批判を繰り返したが、間もなくIの死が確認される。4人目の犠牲者。永田はIの体を揺さぶり、「何で総括しないで死ぬのよ！」「頑張りきらないで、絶望するから死んじゃうのよ」と叫んだ 。実兄Iの死にiは「こんなことをやったって、今まで誰も助からなかったじゃないか！」と泣き叫んで外に飛び出し、加藤倫教は永田の肩に顔を埋めて泣き出した。加藤倫教は兄の死を受けて、脱走も考えたという 。前澤は一度森に総括の「態度」を認められながら、結局は死に至ったIを見て「総括を要求され縛られた場合は即ち死」であり、今後「もし誰かが縛られれば、その人間も死ぬだろう」と考えるようになったという。また、このIの死をきっかけにそれまでは「総括の援助」として振るっていた暴行を「不適格な人間を間引く」ためのものと考えるようになったという。坂口は、森がIの「総括」を一度評価したことを「一二名の犠牲者を出した総括の中で、一時的にせよ森君が総括を前向きに評価した唯一の事例」としている。Iの死は森に逃亡が見抜かれた絶望感による「敗北死」と総括され、永田に被指導部に対して報告させる。
森はcの離婚表明を受け入れていないことに対し、Fを批判。中央委員会は夕食後も続けられ、森は植垣と青砥と前澤と岩田とgを党員にする計画を告げた。
1月5日 - 午後、森は六・一七闘争で手榴弾を投げなかったことに関して青砥に総括を要求するが、永田にやめさせられる。夕方、森は植垣に「Gはダメだ」と発言。A・Fらが遺体の埋め直しに午後9時頃に出発。Aらは1月6日早朝に帰還した。FはAの「不必要な警戒心」を批判。
永田はIの死を受けて、森に対して「厳しく総括要求されたら、ゼロか百かしないのがよくわかった」と発言し、森は「大いに同意」し、総括要求されたものに対してより厳しい態度で接する必要があることを確認した。
1月6日 - Dを座らせて縛るという永田の提案に森が同意しDは縛り直される。だが、Dが膝を崩して座っているのを見た永田は「まだ女を意識している」と言ってDを激しく非難した。植垣とCと青砥達は夕食後に、Eの縄をほどいて立たせてから追及するように森から指示される。森は「懐中電灯でEの目を見たら、瞳孔が開いているのがわかった。Eは死の領域に足を踏み込んでいる」と発言。永田は後にこの森の発言を「薄暗い小屋の中にいたのであるから、瞳孔が開いているのはあたりまえのこと」で、「死の領域に踏み込んでいる」という解釈は「偏見以外のなにものでもなかった」と回想している。森による追及の中でEは「半ばあきらめ切った風に全ての事実を認め」、警察に知られているアジトを青砥に教えて行かせようとしたこと、かつて逮捕された時にもう少し留置されていたら全て自供していたこと、さらに森に逃亡について問われると車で他の場所に移される時に逃走しようと思っていたことを認めた。森は逃亡防止のためEの肩胛骨と大腿部を殴る事にして、殴る森に坂東、A、植垣らも続き、FはEを薪で殴った。植垣ら、森の指示によりEを逆えび型に縛る。
このEへの追及の間、Dが「お母さん、あたし頑張るわ」「今にお母さんを幸せにするから待っててね」「手が痛い。誰か手を切って。誰か縄をほどいて」「いいの。縄をほどかなくていいの。D頑張る」とつぶやく。森は縄をほどき連れて来られたDに対して闘争への関わり方を追及し、「母を少しでも楽にさせる社会にするために闘争に加わった」と答え、このDの回答を森は個人主義であるとして批判した。永田、Dの恋愛遍歴を追及。「今はおやじさん（森）が好きです」と答えたDに対し、永田は「保身のためにリーダーを好きになる」とDを批判、それに森が気づいていなかったことも批判。Dを殴りつつ追及を続けた森は、Dを「Eと同じように殴って縛る」ことを指示し、Dの肩胛骨と大腿部を殴打したA達によってDは逆えび型に縛られた。森の指示によって足の間に薪をはさんで縛らせたDを見たFの「男と寝た時みたいに足を拡げろ」という発言に男性メンバーらは笑い出すが、永田が「そういうのは矮小よ！」と叫ぶと笑い声は止んだ。森は中央委員会でFの発言を批判し、Fに対してJの死体を殴らせた件とcとの離婚を受け入れなかった件と併せて総括を要求する。
永田、全体会議で殲滅戦の準備のための山岳調査などを行うことを告げる。メンバーはこれに「異議なし」と答え、嬉しそうにしていたという。後の裁判において青砥が「もう総括はないだろう、と希望を持った」と証言するなど、この決定を聞いた多くのメンバーが「総括」要求に一区切りがついたと考え安堵したという。
1月7日 - 夕方、全体会議の途中で永田がDの衰弱を確認したために坂東とAがDの縄をほどき人工呼吸を行う。吉野も2人を手伝った。Dに酒を飲ませるという森の指示に、永田は暖めた酒を飲ませようとするが、酒を一升瓶ごと暖めるのか飲ます分だけ暖めるかで坂口と永田が対立。坂口はこの間も全体会議を継続しようとした永田をDの蘇生に消極的であるとして批判するが激昂した永田に反論されて逆に自己批判を要求される。森も永田を擁護したため、坂口は「CCを辞任したい」というが受け入れられず、結局永田への批判を撤回し謝罪する。その直後、坂東達によりDの死亡が確認（5人目の犠牲者）されたために全体会議を中断して中央委員会議が行われ、Dの死は森によって「敗北死」とされた。
全体会議は夕食後に再開され、永田はDの「敗北死」の総括をした。永田はDの「敗北死」を語った後、「女の男性関係は、女の人にも問題があり常に男だけに責任があるということにはならない。女の人の場合には、身につけるものとか動作とかに表われるのだから、そういうところを持っている人は今のうちに総括しておきなさい」と言って女性メンバーに総括を求めた。Gがシンパからもらった金銭で服を買ったことの総括を語ると、永田はGの総括を「頭がよすぎる」と批判。さらにGが当時獄中にあった革命左派メンバーとの恋愛関係に関する総括を行うと、永田は「あんた可愛すぎるのよ」「男にこびる方法を無意識に身につけてしまっている」と指摘し、「動作や仕草などなんでも男に気に入られるようにやってしまっている」ことを総括するよう要求。Gは「私にはまだよく判らないけれど、ちゃんと総括します」と答えた。Hは「吉野の足を引っ張っているから」「完全に総括できていないから」と再度吉野と離婚する事を宣言したが「離婚なんかしなくても総括できる力があるのだから、離婚する必要はない」と永田に否定される。植垣は、GとHを活発に活動しており、指導力もあると見ていたため、2人がなぜ評価されないのか理解できなかったという。
1月8日 - C・d・g・h（Lの妻）達が井川ベース（革命左派が以前使っていた山岳ベース）の整理に、青砥・前澤がjらのオルグのために東京に、岩田・fがm（Jの妹）の呼び戻しと岩田の恋人のオルグのために名古屋にそれぞれ出発。前澤はこの時にオルグの対象として会った黒ヘルメンバー達を山にいるメンバーと比較して「こいつら総括することがありすぎるんじゃないか」「なんで、そういうのを連れて来いというのか」と感じたという。また青砥はこの上京の際に森の妻に会ってくるよう指示されていたが連絡がつかず、会うことができなかった。森からは妻には「山の様子は伝えるな」と言われていたという。
午後、Eが「夕やけこやけの赤とんぼ」と歌い出したり、「ジャンケンポン、アイコデショ」「悪かったよー、自己批判するようー、許してくれようー」と言い出し、それを聞いた植垣は同情しつつも総括しようとする態度ではないとして「悪かったでは総括にならねえだろう」と言ったという。
昼、坂口が「俺はもういやだ。人民内部の矛盾じゃないか」と総括要求への疑問・不満を永田に打ち明ける。これに対して永田が総括は「私たちが前進していくためにはどうしても必要なこと」と答えると、坂口はこれにうなずいた。坂口のことを「感情的になっているがそうであってはならない」と考えた永田は中央委員会で坂口のこの発言を明らかにした上で、坂口を「共産主義化の闘いに断固とした態度をとりきれていないけど、権力に対するのと同様にすべきであり、そのようにできないはずはない」と擁護した。この発言に対して、坂口が永田の意見に同意したのみで森も他の指導部メンバーも何も発言しなかった。「共産主義化」の観点からすれば坂口も坂口を擁護した永田も「とうてい許されるものではなかった」が、森が永田と坂口を特別視していたためこの発言が問題になることはなかった。
夕方、森はGとHとしばらく話した後、指導部に対してHを「主婦的」、Gを「女学生的」と批判。指導部メンバーは反対も同調もせず。森は革命左派時代からHが会計係を任されているために「下部の者に命令的に指示をしている」と問題視し、永田がそのことに気づかずにいたのを「下から主義」だからであるとして批判。森はHを会計係から外すべきとし、永田はこれに同意。当面永田が組織の金銭の管理をすることになった。
1月9日 - 午前1時頃、森によってEの死亡が確認された。6人目の犠牲者。森は朝にEの死を報告したが、Eの死に関する会議は開かれなかった。Eの死には「敗北死というレッテルさえはられ」なかった。坂口は後にEの総括と死について、「満足な総括要求もされず、いきなり緊縛という過酷な制裁を受けた。彼の亡くなり方は、誰にも看取られぬ淋しいものであり、われわれの精神的荒廃をこのうえなく示していた」と記している。
山岳調査の検討は昼に行われ、井川ベースの整理に行っていたCらは夕方に戻ってきた。夜、坂東・A・F・吉野、L運転の車でDとEの遺体を埋めに出かける。
深夜、植垣は森に呼び出され、植垣を党員にすることを考えていること、植垣の他に前澤、岩田、gを党員候補として考えていることを告げられた。
1月10日 - 坂東ら、早朝に帰る。森は夕食後の全体会議でこれまでの6人の死を「高次な矛盾」と総括する。永田はこの森の総括をよく理解できなかったが、暴力的総括要求が終わりこれからは「殲滅戦」に向けて前進していくのだと受け取り、他の者もそのように受け取り、「明るい雰囲気になっていた」。植垣によると「明るい雰囲気になった」のは永田がこの際に「共産主義化」のレジュメを作ると発言したためで、何を総括すればいいか分からずにいたメンバーにとって指針の存在は切実な要求であったという。永田の手記によると、永田は事件の早い段階から森に対してレジュメ作成を持ちかけ続けていたが森は終始乗り気でなく事件終結までレジュメが作成されることはなかった。
1月11日 - 植垣とc（迦葉山へ）、吉野とg（赤城山へ）は夜明け前にLの運転する車で山岳調査に出かける。昼の中央委員会で、森が関西のある救対メンバーに「共産主義化」を要求し、応えない場合は殺すという発言・仕草をするが、永田が「そういう人をわざわざここに呼ぶ必要はない」と指摘すると森は黙った。森、坂東・Fに日光方面の山岳調査を指示し、またFに総括を要求する。
1月12日 - 早朝、坂東とFは山岳調査に出発。森、坂東にFの山岳調査中の逃亡を警戒するよう指示。
昼、永田は読んでいた本の中から毛沢東が逃亡を考えていた同志に路銀を渡し「革命の芽」になることを願ったというエピソードを発見し、「逃げないように総括させるべきだし、それができないのなら殺すべき」と毛沢東を批判。毛沢東思想を思想の拠り所としていた永田ではあったが、自分たちの論理とつじつまが合わなくなることがあると、「このことにおいては毛沢東が間違っている」と毛沢東を批判するまでに永田は自分たちの「論理」にのめり込んでいた。この永田の発言に森は同意し、坂口は黙っていた。
森はあるグループをオルグするためにAに上京する指示を出した。
1月13日 - 森は妻を入山させる意思を語ったAを批判。森は榛名ベースに来た当初は妻子を入山させる意思を語り、Aにもそれを納得させていたが、6名の死の過程で「（妻子を）すぐに呼び寄せるわけにはいかない」と言い出していたという。Aは森に催促され上京する。帰還した青砥がjのオルグ失敗、前澤は別任務のため東京に残ったこと等を報告。前澤は合法部メンバーから現金200万円を受け取った後、ベースに戻る気になれず実家に立ち寄る。実家に17日頃まで滞在した前澤は組織の金200万円を持ったままであったことから18日にベースに戻る。
この頃、上京してきたAと会った赤軍派メンバーは軍に復帰するつもりでAと話すが、Aは「今は来ない方がいい」と言い、このメンバーが入山することはなかった。彼は後に「Aさんに命を救われた」と思ったという。
1月14日 - 朝、森、名古屋滞在中の岩田らと連絡を取るためL運転の車で伊香保に向かう。夕方、森らが帰還。森、Lの車の運転を批判するが、Lは反論。森はさらに批判したがLは屈服しなかった。
森、改造弾の作り方を青砥・C・G・Hらに教える。森、永田に対してH・青砥らが笑いながら改造弾を作っているのを「総括する態度ではない」と批判。永田もこれに同意しHらを注意した。森はHがしていた会計係の後任としてgを指名し、gの補助としてfを指名。
夜、会議。森はFがJの「敗北死」を「反革命の死」としたことに関して「党内の矛盾を反革命とするのはスターリン主義である」として批判し、永田・坂口も同意。森、永田にFの活動歴を聞く。森、Fがかつて出した革命左派の「改組案」や革命左派から赤軍派への理論的乗り移りをFの「分派主義」的傾向と批判し、このFの傾向を放置して来たのは革命左派が「下から主義」であったためとして永田を批判。森はFへの総括要求を提起し、永田・坂口も同意。
1月15日 - 夕方、Aが帰還。森、AにFへの総括要求を伝え、Aは同意しFを批判。
1月16日 - 森・永田・坂口・A、F問題をまとめ、Fの過去の言動を全て分派主義とする。夕方、吉野とgが帰還、ベース候補地が見つからなかったことを報告。森、吉野にFへの総括要求を伝える。永田が吉野にFの過去の言動の問題点を挙げるよう促す。吉野は初め永田のこの問いに、「いわば私に対するテストではないかと思い内心ビクビクした」が、「次第に自分ではないようだ」と思い、永田に迎合して「アラさがしをする如く」Fについての「問題点」を列挙した。吉野は、Fがかつて革命左派に入ったのは組織が小さいのですぐに幹部になれると思ったからだと言っていたこと、印旗沼事件の男性メンバーの殺害の際に殺害を吉野らに任せて車の中に残り日和ったこと、札幌のアジトから永田と坂口を先に上京させたのは安全に上京できるかを確認するためだと言っていたことなど、過去の言動を批判的に語る。これを聞いた森と永田はFへの批判を強める。
この頃、山岳調査中のF、坂東に「総括ということがよく分からない」と相談、坂東は「総括の問題は、わからないところはあるが、どうしても個々人の革命化は必要だし、そこでの同志の死は乗りこえていかねばならないことだと思う」と答える。

### 「死刑」
1月17日 - 朝から午後にかけ、Fへの総括要求についての話続く。夕方、坂東・Fと植垣・cが山岳調査から帰還。森、坂東にFが逃げようとしなかったかを聞き、坂東は「別に逃げる様子はなかった」と答えた。Fを総括できなければ死刑もやむを得ないというぐらい厳しく追及することでCC内で意思一致していることを告げるが、実際はCC内でのそうした合意はなされていなかったという。森、Fが森に促されて語った総括を批判し、追及を開始。F、追及への答えの中で「（永田や坂口が）逮捕されればよいと思った」と答え、これに永田と吉野が怒り、吉野がFを殴る。森、Fを「常に自分が指導者になることを考え、CC内の人間を競争相手として見ていたんやろう」と批判し、指導部メンバーへの人物評を要求。F、各メンバーの人物評を語る。批評された者は「これらの評価が一面で当たっていた」ためこれに反発せず。F、総括のために「殴ってほしい」と発言。森、Fの指示で殴ることを拒否。永田、Fを全体で追及することを提起し、植垣に他メンバーを起こすよう指示。
1月18日午前1時頃、被指導部集まる。永田がFの過去の言動の問題点を明らかにしたが、被指導部メンバーは黙っていた。吉野が永田に補足したが黙っていた。植垣は、これについて、Fの指導が他の指導者たちと特に変わったところがなかったため、何が問題とされているか分からず、「発言しなかったのではなく、発言できなかったのである」と後に回想している。最終的に坂東がかつてFが永田や坂口をおしのけようとしたり、「敵」に売ろうとしたことを大声で指摘したことにより全員での追及が始まる。全員によるFへの追及の中で、Fへの殴打始まる。追及の中でFは坂東との山岳調査の際に坂東を殺して逃亡しようと考えていたが坂東に隙がなかったからできなかったと答える。実際はFと坂東の山岳調査の際、Fが眠れずにいた傍らで坂東は眠り、翌朝になってから坂東はFに起こされているため、実際には「坂東を殺す隙」はあり、この発言に坂東は違和感を持ったがこのことを誰にも言わなかったという。森がFに組織を乗っ取った後どうするつもりだったかを問うと、Fは「商社から金を取るつもりだった」「宮殿をつくって、女を沢山はべらかせて王様のような生活をするつもりだった」と答えた。森に「今まで女性同志にそうしたことがあるんか」と問われたFは「そうしたことはないが、いろいろな女性と寝ることを夢想する」と答え、さらに森に具体名を聞かれてFがGの名を挙げるとGはFを殴った。Fは森に促されてH、d、f、gら女性メンバーの名を挙げた。永田が「わたしはどうなのさ」と尋ねるとFは「あんたは関係ない。殺すことになっているから」と答えた。森は1969年9月に革命左派が愛知外相訪米阻止闘争として羽田空港の滑走路や米ソ大使館に火炎瓶を投擲し坂口・吉野らとともにFも逮捕された際にFに対してのみ執行猶予がついたことを挙げて、Fに「権力」との関係を追及するがFはこれを否定。森、Fの足をナイフで刺し、永田とともに「権力」との関係を再度追及。F、これを再度否定。森は、「もうこれ以上彼に聞き出しても仕方がない事、仲間を殺して逃亡する事を考えたり組織の金を奪う事を考えたりした彼の行為は、それが現実化していなくても、実際にそうしたのと同じ事である程反党的な事であり、はっきり反革命と言わざるを得ない事、総括を要求するなどという問題ではなく党として死刑にする、という事しかない」と判断して、永田に耳打ちして相談した後、坂口、吉野に「死刑にするがいいか」と言った。吉野はうなずき、坂口はFが坂東を殺して逃げようと思ったと言ったことで死刑もやむを得ないと考え同意した。森はFに「死刑」を宣告し、「おまえのような奴はスターリンと同じだ」と言い、森が「最後に言うことはないか」と問うと、Fは「革命戦士になりたかった」と答えた。森がアイスピックでFの胸を刺すがFは絶命せず。他何人かがアイスピックでFを刺すがFは絶命せず。坂口、Fの首を締めるよう指示。午前7時頃、Fが絶命。7人目の犠牲者。
1月18日 - 朝食後、中央委員会。森、F処刑を「テロリズムとの闘い」とし、Fを刺した坂東・植垣・青砥を評価。森、スターリンを批判し、Fとスターリンが同じであるとする。永田・坂口・吉野、これに同意も反対もせず。夕食後、会議継続。森、F処刑を「分派主義との闘争」とする。午後9時頃、全体会議。永田、森の指示で森のメモに基づきF処刑の総括を告げる。森、F処刑へのかかわりを発言するよう全体に対し要求。L、元革命左派メンバーの中で唯一スターリン主義に触れる。森、指導部に対しこれまで中国教条主義に基づいた発言しかしてこなかったLがスターリン主義に触れたことを問題視。森、Fから最初に「寝たい」と名指しされ、それを受けてFを殴ったGのF処刑へのかかわりを「女を売り物にする態度」と批判。
森、Fの処刑に消極的だったCを問題視し、Cへの追及を開始。森はCがFの追及の際に避けるような態度をとっていたことに加えて、利害を計算して動いていること、組織関係を利用して異性と関係を持ったことを批判。C、「自分の問題がFと似ていたので、自分も殺されると思った」と発言。森はこの発言を問題視するが、この間に前澤が東京から帰還したため、Cへの追及を中止。永田がFの「死刑」について前澤に説明すると、前澤は「異議なし」と答えたがFに対して怒るということはなかった。午後、坂東と植垣がCの赤軍派時代の活動への関わり方について「いい子になろうとしている」「失敗の責任を他者のせいにした」「兵站部の女性と関係をもった」ことを批判して総括を要求。Cは自己批判。森は全体会議を打ち切り、C・G・H・植垣に総括要求。
この日頃、名古屋の喫茶店で岩田がfに持ち金を「これで全てだ」と言って出し、「俺は総括要求は正しいと思うが、ついていけない。逃げればどうされるか知っているが、それでも逃げる」といって立ち去った。
1月19日 - 午前中、中央委員会。森、Cを中央委員会に呼び出し追及。午後1時頃、fが帰還、Cは岩田がいないことに対して「逃げたな」と発言。森は「Cがとっさに『逃げたな』といったのは、自分が不断に逃げることを考えているからだ」としてCに正座を指示し青砥・前澤に見張りをさせる。
fがmとは連絡が取れなかったこと、岩田が逃亡したことを報告。岩田を「若い時の自分に似ている」と言って高く評価していた森は、「驚いた」「考えられない」と言ったあと、「もっとよく人を見なければならない」と発言。さらに森は岩田の脱走により「逮捕されれば死刑になる」と発言。永田がベースの移動の必要性について問うと、森は岩田を「（引用者注・警察に）行けば自分も殺人罪で処罰されることを考える奴」として、岩田が警察に自首する可能性を否定。ここでの「逮捕されれば死刑になる」という発言や「殺人罪で処罰される」という発言に関して、森の「敗北死」という「論理」を信じて「『殺した』とは思っていなかった」永田は森の発言が「あまりピンとこなかった」という。この知らせを聞いたgは岩田に共感し、逃げおおせるように祈っていたという。
この頃、ラジオで元坂東隊メンバーのo（Bの元恋人）の逮捕が伝わり、坂東隊がかつて榛名山麓の高崎市にアジトを設置していたことからベース移動の必要性が確認され、移動先は植垣の報告から迦葉山（群馬県）方面とする（迦葉ベース）。森は植垣に1週間で新しい小屋を作るよう指示した。C、この頃までに髪を切られ縛られる。Cの髪を切った青砥は「総括しろよな」と声をかけた。森は永田に「ベースを移動する時、Cを連れて行けないのではないか。決意すべきだ」としてCを処刑することを示唆。「ベースの移動の都合で死刑にするのはあまりに安易すぎる」と考えた永田はCにニセ死刑宣告を行い様子を見ること（ナイフを突きつけ「死刑だ」と言って、それに対する反応を見て移動する時につれていけるかを判断するというもの）を森に提起し、森は賛成し、中央委員会でも承認された。森はCに「死刑」を宣告し、森・坂東・吉野・坂口の4人でCを取り囲み、ナイフを突きつけた。Cの背後に回り左肩と左腕を押さえていた坂口は「あまりにも残酷なので」力を抜いてCに芝居であることを暗に知らせたという。森、Cに対して「先の七名のような道を拒否して、革命戦士として生き抜くことが必要だ」と発言、Cは「僕はFと同様の処分を受けて当然だが、今は革命戦士になりきって生きていきたい」と答えた。森、Cを縛るよう命じ、移動する時に連れて行けるかは今後の様子を見てから決めることを中央委員会で確認。
森、Aにhと共にjのオルグ等のための上京を指示し、二人は夕方出発。深夜1時頃、坂口・坂東・吉野・植垣、L運転の車でFの遺体を埋めに行き、翌早朝に戻ってきた。
1月20日 - 昼頃、森、永田に対し「何かもう安心した様な感じで深刻な総括を要求されているという態度ではなく」なっていたCを批判。中央委員会において森、Cの足にアイスピックを刺し総括要求することを提起。森はさらに、「Fの時刺さなかった奴がいる」と発言、坂口は「拒否すれば総括を求められたあげく、殺されてしまうだろう、やらないのなら自殺しかない」「畜生！　こんな下らないことで死ねるか！」と考え、アイスピックで刺すことを名乗り出る。森、Cへの追及を開始。Cは青砥がCの髪を切る際に「総括しろよな」と優しく声をかけたことから「青砥が逃してくれると思った」と発言。これを聞いた青砥は「自分の弱さを暴露されたようで腹が立ち」Cを数発殴った 。坂口、Cの足にアイスピックを刺す。後に他のメンバーも追及に加わる。森、Cに対しメンバーの人物評を要求。人物評をされた者はこれに反発せず。多くのメンバーが逮捕後の取り調べでCのこの人物評を「実に的確に言い当てていた」と述べていたという。森、Cへの殴打を開始し、他の者も続く。追及の中でCはベース移動の際に車から逃げ出し警察に逃げ込もうと思ったこと、これまでの７名の死に関しては自分は縛られていたので関わっていないと言おうと思ったことを話す。森、これを受けてCへの死刑を宣告。森が「言い残すことはないか」と問うと、Cは「革命戦士として死にたかった」と答え、森が「本当にそうか」と改めて問うと、Cは「死にたくない」と答えた。これに森は「駄目だ」と答え、アイスピックでCの胸を刺す。坂東・植垣もこれに続いてCをアイスピックで刺すがCは絶命せず。さらに植垣と青砥がナイフでCを刺したがCは絶命せず。坂口、Cの首を締めるよう指示し、吉野・坂東・L・前澤ら、Cの首をロープで締め、Cが絶命。8人目の犠牲者。中央委員会で森はC死刑を総括し、Cがこれまでの7名の死を「殺された」と解釈していたことと「人の弱みを利用して権力闘争を行なっていた」点を挙げて、Fの問題とCの問題が同質であることを強調。森は「共産主義化」の闘いは6名の死で終わったものではなく、「高次の地平で永続されていく」ものとした。坂口はこのCの「処刑」に大きく関与したことをきっかけに「もはや総括に対して、これまでの逡巡した態度をとることは許されない」と考えるようになり、意識的に森の「理論」に迎合し、下部メンバーに対して厳しく接するようになったという。

### 「敗北死」・脱走・逮捕による組織崩壊と事件の終結
1月20日 - 森、Hが懐中電灯の電池を隠したと批判。午後8時、全体会議。永田、Hを懐中電灯の電池の件で追及。H、これを否定、森は何も言わず。永田、全体会議中のタバコ制限の撤廃を提起、他のメンバーは何も言わず。永田、森の指示でCの死刑の総括を報告。Gが自身の総括を行うが、永田は「頭で考えすぎ」と認めず。森・gもGを批判。gは恋人である植垣にもGに対する発言を求め、植垣は「総括できていないGさんは好きではない」と答える。森、Hが「僕の方ばかり見ている」ことを根拠に「吉野君から僕に乗り移っているのだ。これは、吉野君にはもう利用価値がないと思ったからだ。だから、吉野君との離婚表明も簡単にできたのだ」と主張し、CCに対しHを批判、他のCC、被指導部も続く。森、吉野に対しH批判を要求。吉野、「Hさんに足を引っ張られたりはしない」とHとの離婚を表明。
午後11時頃、Aとh、jを連れて帰還。j、自己紹介。
1月21日 - 森、jに入山の決意表明を求め、jを評価し、入山しなかった黒ヘルメンバーを批判。
中央委員会。森、ベース建設の期間（1週間）と人の割り振り（ベース建設：坂東・吉野・植垣・前澤・c・d・f・i・加藤倫教。ベース間連絡：青砥・L。榛名ベースの荷物整理：g・h。GとHは榛名ベースで総括させ、森・永田・坂口・Aは榛名ベースに残る）を決定。
中央委員会にて、森が吉野に対しHを批判。吉野、Hを批判的に語る。
1月22日 - ベース建設メンバー、順次出発。出発に際して、Hとともに総括のため榛名ベースに残るGは率先して無理に重たい荷物を車に積み込もうとしたため、山の斜面を滑り落ちた。植垣は急いでGを助け上げ、声をかけるとGは「大丈夫」と言って笑った。これが植垣が見た最後のGの笑顔となった。
1月23日 - 夕方、青砥とLが帰還。森、ベース建設の目処について答えられなかった青砥を批判。森、坂口にベース建設に加わるよう提起、坂口同意。夜、坂口・A・青砥・g、h運転の車でCの死体を埋めに行く。青砥は埋葬が終わった後他のメンバーに気づかれないようにCを埋めた場所に向かって両手を合わせてCに謝罪したという。
1月24日 - 午前7時過ぎ頃、坂口らが帰還。ベース近くでhの運転する車が路肩の溝にはまり、レッカー車で引き上げる必要があることを報告。森、同意し、運転免許を持っているjに対し、Aと共に出かけるよう指示。朝食後、Aとj、出かける。夕方遅く、Aとjが帰還、車が直ったことを報告。この合間にAがjと一緒に銭湯に行っていたことが後に発覚する。
1月25日 - （迦葉ベース）朝、Lが車をぬかるみにはめる。坂口がLを批判するが、Lはこれを認めず。坂口は傍観者的な態度を取っていたLを問題視し、坂東と協議。坂東も同様のことを感じていたことを確認。夜、全体会議。坂口・坂東、Lを批判・追及し正座させる。Lは闘争への関わり方を問われると「自分としては革命のお手伝いをして来ただけだ。Cの時は物理的に手を貸しただけだ。これまでCCの決定に従って来た。これからもそうする」と発言。この発言を他メンバーも批判・追及。坂口、森にLの処置の指示を仰ぐため榛名ベースに向かう。坂東がLを正座させることを決定。坂口は何も言わなかった。L、泣きながら「山に来るべきでなかった」と発言。
（榛名ベース）午前8時頃、車調達のためA上京。gからGが「なんで総括をされているかわからない」と言って泣いていたという話を聞いた永田は永田自身もGやHがなぜ執拗に総括を要求されているのか分かっていなかったので戸惑ったという。森、Hが懐中電灯の電池を隠していると主張、永田に荷物を調べさせるが見つからず。森、「皆に黙って子供の出産に備えているにちがいない」としてHがタオル・さらしを大量に持っていると主張、永田に荷物を調べさせるが見つからず。夕食後、森、GとHを追及。森、Gの総括を認めず追及を続ける。森はHを「総じて永田さんに反発し、男を利用して自分の地位を確立しようとしている」と断定的に批判。Hがこれを否定し、永田も「私に反発するということは感じない」と反論したが、森は自説を撤回しなかった。G、植垣について話そうとするが永田、これを認めず。森、Gにn（山岳ベースから脱走したため印旛沼事件で殺害。事件直前までGと恋人関係にあった）とベース逃亡後に接触していたことを追及し、Gがベース逃亡後のnと接触し性関係を持ったことを認めたため、永田、Gを批判。森、GとHを縛ることを提起。永田、同意も反対もせず。森、妊婦であるHがタンスに自由に寄りかかれるよう縛り、食事にも配慮するとし、永田、縛ることに同意。この頃26日夜明け。森はGとHを縛り、以後、用便にも立たせずに放置した。
1月26日 - （榛名ベース）朝食後、森、Hを柱に縛る。森、GとHにミルクを与え、その飲み方を見て「Gは総括しようとする態度だが、Hはそうではない」と主張。森、Hを批判し前日の発言を翻し当面食事を与えないことを決定。森はHに対して「出産を控えた一主婦と何ら変わらない態度をとり、妊娠や出産に対する我々の同志的な援助を逆手にとって、多く甘える、開き直る態度にでている」「妊娠の事実を自己の未総括の合理化の手段にしている」と考え、その「怒り」から「産まれ出てくる子供は、すでに彼女や某さん（引用者注・吉野）の私的な所有物ではなく、我々全体のものである」と考えるに至ったという。そんな中、坂口・青砥・jが帰還。坂口、L問題を報告。森はLについて、「Fの後、急に元気が失くなって目付きがおかしくなった。妻に対する態度も亭主的だ」と批判、殴って縛るべきと主張。永田・坂口、これに同意。永田、坂口にGとHを縛ったことを報告。昼食後に森は永田と坂口に対してHが森に「今の私じゃだめだということですか」と言ったことを明かし、「総括する態度ではない」と批判。永田、これに同意（以降、Hに食事は与えられず）。永田、Gにおしるこを与え総括を聞くが、森、この総括を認めず（以降、Gに食事は与えられず）。森は、青砥の代わりにgを迦葉山に行くこととし、坂口・g・jは、迦葉ベースに出発、青砥は榛名ベースに残った。
（迦葉ベース）Lを一日中正座させて総括させることを決定。夜、榛名ベースから戻ってきた坂口は、榛名ベースにおいてGとHが総括のために縛られていることを坂東と吉野に報告。坂東は「やる以上は私がまず殴る」と言い、全員を集め、Lを殴った。これに坂口、吉野が続き、迦葉ベースメンバー全員がLを殴った。坂口がLを縛るよう指示すると、坂東、吉野、植垣、前澤がLをうつ伏せにして逆えび型に緊縛した。
その後、坂口が全員を集め、総括の進展が見られなかったことからGとHが緊縛されたことを伝えた。Gと恋人関係にあった植垣は、Gとの関係についてメンバーから追及された。Gが縛られた以上自分も縛られるべきだと考え追及が終わった後も正座をしていた植垣であったが、坂東に「明日の作業があるからもう寝ろ」と促されて眠った。翌朝、それまではベース設営作業を指示する役割を担っていた植垣だったが、前夜のこともあり萎縮していると、皆から「何をやったらいいんだ」「あんまり気にしない方がいいよ」と声をかけられ、その日以降も植垣が作業を指示した。
1月27日 - （榛名ベース）昼頃、gとjが来訪し、Lを殴り縛ったことを報告。森、小屋完成前のベース移動を提起。森、永田と連名での坂口への手紙を書き、永田に見せずにgに渡す。
森、jが雑談の中で自身の体重のことを語ったことから「どうして体重が分かったのだ」と質問する中で高崎でAと風呂に入ったことを聞きだす。夕方前、gとj、迦葉ベースへ出発。森、永田に対し風呂の件でAを批判し、Aへの総括要求を決定。
夕方、森、永田に対しHを批判し、Hがお腹の子供を私物化していると主張、子供を取り出すことを考えなければならないとする。永田、Hへの積極的な総括要求を主張し、森は同意。
1月28日 - （榛名ベース）午前中、坂口・坂東・j来訪。坂口、Lの件を報告。この後、森はGにお汁粉を与えたが、Hには与えなかった。森は、Gは真面目に総括しようとしているため逃亡の心配はないが、Hには総括する姿勢が見られず、逃亡の危険性があるとして、Hを殴り髪を切ることを提起。坂口・坂東・永田、これに同意。永田がHを思い切り殴れそうにないというのを受けて、森が針金を輪にしたものを作り、Hを殴る。森がHに「永田さんが憎かったろう？」と尋ね、Hが「その通りです」と答えると、永田が「わたしがいるから組織の女ボスになろうと思っても無駄よ」と言って針金でHを殴った。坂口・坂東に続いて、青砥、h、jも殴った。Hは殴打に抗議し、「私は山に来るべき人間ではなかった」と発言。森・坂口・坂東、Hを殴り、青砥・h・jがこれに続く。森、Hにベース移動時に声をあげたり等しないよう要求し、Hは同意。森はHの髪を切るよう指示し、Hは坊主に近い長さに髪を切られた。夕方、車に荷物を運び、その後G・Hを運ぶ。森、G・Hに対し「移動時に大声を出したり、逃走しようとしたりすれば、すぐに処刑する積もりだ」と忠告。移動を前に、森と永田が 、Lが総括要求されていることとその経緯をLの妻であるhに説明した。午後7時頃、j運転の車で森・永田・坂口・坂東・h・L夫妻の子供を連れ迦葉ベースへ出発。青砥は上京しているAが戻ってくるかもしれないからという理由で榛名に残った。青砥は一人で榛名ベースに残っている間に散弾銃をこめかみに当ててみたり、逃走を考えたり、警官隊が踏み込んでくれないかとまで考えていたという。
（迦葉ベース）jが山中に落とした運転免許証を近隣の猟師が発見し、メンバーに届ける。吉野・植垣らは猟師から警察にベースの存在が知られる懸念について話しあう。警察が来た場合は「殲滅戦」を行うことでメンバーは合意。吉野は猟師が来た場合も警察が変装している可能性もあるとして「殲滅戦」の対象とすべきと主張、結局猟師が来た場合は警察ではないかの確認をした上で警察でなければ総括を要求してオルグするという結論になった。植垣たちはこの結論に「総括を要求してオルグできるなら日本人を一人ひとりつかまえて総括を要求すれば革命ができてしまうんじゃないのか？」「もしそうなら、日本人の半分は敗北死してしまうんじゃないのか？」といった疑問を冗談のように言って笑いあった。これは同志に適用されている総括要求を人民全体に拡大したら大変なことになると笑ったのであり、他方で人民に適用できない方法を同志に適用するのはおかしいのではないかと考えることはできなかったと植垣は後に回想している。
1月29日 - 午前1時頃、森ら迦葉ベース入り口に到着し、迦葉ベースメンバーの「殲滅戦」計画を知る。森、民間人の殺害をも念頭においたこの「殲滅戦」計画を「極左だ！」と否定、吉野を批判し、吉野は釈明。G・H・Lは、小屋が未完成であることを理由に小屋の床下に縛られる。森がLに「総括もできず自殺もできないのか」と言うと、Lは舌をかもうとしたため、猿轡をさせられた。Lの妻であるhは「どうして総括しないの」と言ってLの胸に顔をうずめて泣いた。永田、GとHに総括要求しGは同意。森、青砥にLの様子を見させ、Lに水を与えるよう指示（Lは水を飲まず）。午後11時過ぎ、中央委員会。森、Lの件について坂口らに報告。
1月30日 - 夜中のうちにL死亡。9人目の犠牲者。森、Lの死を「敗北死」とする。永田、森と坂口にLへの総括要求と死についてhに説明することを提起、森ら同意しhに経緯を説明。hは「真夜中に叫ぶような声を出していたけど、あれは子供を呼ぶ声だった」と語った。中央委員会でLの「敗北死」を確認。
森、迦葉ベースに来てから総括に真面目に取り組まなくなったとしてGを批判し、他のCCも同意、永田は同意も反論もせず。森、Aがjと風呂に入ったことを批判し、Aへの総括要求を決定、他のCCも同意。
夕方、永田、Gに睨まれたと会議で主張。森、Gを殴ることを決定し、他のCCも同意。永田はGの恋人である植垣とGと旧知の仲であったcにGを殴らせることを提起し、森は同意。永田、森の指示で被指導部にGの殴打決定を伝え、Gを批判、植垣とcにGを殴るよう要求。森の指示で坂口が「殴られないと思ったら、大間違いだぞ！」と叫ぶ。植垣ら、Gが縛られている床下に向かい、Gが既に死亡していることを確認。10人目の犠牲者。森、Gの死を殴打決定の声が聞こえたことによる「ショック死（敗北死）」とする。永田、森の指示でGの「ショック死」を全体に伝える。
1月31日 - 早朝、gとj、Aを連れて帰還。A、車のカンパに失敗したこと等を報告。森、カンパ失敗を問題視しAは反論。森がAに対してjと風呂に入ったことを問題視すると、Aは「未だ革命戦士化し切っていないメンバーを風呂に入れるべきではなく、自分一人で行くべきだった」と発言。森はこの発言を官僚的であるとして批判。Aはこれに対して「僕は官僚的でも傲慢でもなく真面目だと思っている」と反論。森はこの問題について総括を要求し追及を終える。
森、Hを吉野から森に乗り移ることで権力を取ろうとしている、権威主義的であると断定して「女F」と批判し、お腹の子供がおりてしまわないか調べることを主張。夕方、看護学生であるdらと医大生である青砥がHのお腹を調べ、床下に戻される。子供を守るためとしてすいとんを与えたがHは半分くらいしか食べず湯を欲しがった。
夕方、cとjが買ってきた荷物を植垣ら被指導部に坂口、坂東、吉野も加わってベースに運んだ。それまでは被指導部だけで出来ていた荷物運びが「敗北死」による人数減少の影響で、この頃には坂口たちも手伝うようになっていた。
2月1日 - 朝食後、坂口・坂東・吉野、jの運転でL・Gの遺体を埋める場所を探しに出発。夕方前帰還、埋める場所を見つけて穴を掘ったこと、警察が大勢いたこと、森・永田・坂口らの指名手配のポスターが大量にあったことを報告、この日の死体の埋葬は行わず翌日坂東が様子を見にいくことを決定。
森と永田、Aの総括を聞く（永田は途中で退席）。昼近く、森、永田に対しAが話の途中で逃げたと言う。昼食後、森、Aを批判し、森とAは無言で対立。
森、「Hが総括しない時には子供を取り出す必要がある」と話し、いざという時は自分が子供を取り出すと言う。永田、子供を取り出すことへの参加を表明。Hの夫であり生まれてくる子供の父親でもある吉野も「その理由への納得とかよりも、拒絶は出来ないし、とにかくやる以外ないと思い」、参加を表明。森、子供を「組織の子として育てる」とする。永田、Hを小屋に入れ食事を与えることを提起し、坂口らも同意。夕食後、永田、森の指示により、被指導部に対しHを批判、いざという時は子供を取り出すことを告げる。青砥、この計画に異議を唱えるも取り合われず。永田、女性らでHの体をきれいにすることを提起、Hの縄をほどいて部屋に上げ、体をふき新しい服を着せ、土間に縛る。
中央委員会において森、Aを追及。森がAに、赤軍派復帰について、「すぐ幹部になることができると思ったからだろう」と追求すると、Aは「すぐ幹部になれると思った」と答えた後黙り、CC辞任を申し出た。森、AのCCからの除名を告げ、A、こたつから出て正座する。森のAへの追及続く。
2月2日 - 森、医学生である青砥にHのお腹の子供について質問し、婦人科の医学書を買ってくるよう指示。青砥はこの非常識な指示に呆れて買ってこなかった。この間H、永田にミルクを要求、永田はHを殴りミルクを与える。
森、Aが総括できていないとし、以降Aに食事を与えず。朝食後、中央委員会。森、Aを批判。午後、中央委員会。森、Aを批判し、雪の上に座らせることを提起、永田・坂口・吉野、同意。森ら、雪の台を作り、その上にAを正座させる。これを見た植垣が思わず「またか」と言うと、側にいた青砥も「いやだなあ」と言ったという。夕方、森、Aが総括しようとしていないとし、小屋の中に入れることを提起、永田らは同意、Aを小屋の中で正座させる。森がAを総括しようとしていないと批判すると、永田はAに薪拾いをさせることを提起。森、Aの総括は「0.1パーセントの可能性」とし、一日水一杯で薪拾いをさせることを決定。森、植垣と青砥とdにAを24時間監視させることを決定。青砥とdがAの監視を開始。夕食後、永田、森の指示でAへの総括要求について全体に話す。森、Aの問題を指摘。森、AにCCからの除名を伝え、一日水一杯で薪拾いをするよう通告。
午後10時、坂口・坂東・吉野、j運転の車でGとLの死体を埋めに出発。午前4時頃、坂口らが帰還し、森・永田・坂口の大きな指名手配書が随所に大量に張ってあったことを報告。
2月3日 - 朝食前、森、青砥・c・jに榛名の残りの荷物の運搬を指示、また青砥に婦人科の医学書の購入を指示。朝食後、青砥ら出発。
森、Aに水一杯を与え薪拾いを指示、植垣とgが見張りにつく。昼過ぎ、坂東、Aらを迎えに行く。森、gと植垣から報告を聞き、Aが総括できていないとする。
H、トイレを要求し、永田はHをトイレに行かせることを提起。森、黙る。永田、Hをトイレに行かせることを繰り返し提起し、森はこれを認める。永田とdら、Hの縄をほどくが間に合わず。永田ら、Hの下着を替え柱に縛ろうとするがHは立てず。永田、Hを寝かせることを提起。森、Hが敵対することを考えなければならないとし、Hを寝かせて縛る
夕方、坂東と植垣、Aを連れ帰還。森、坂東と植垣からの報告を受けてAが総括しようとしていないとし、Aを殴り、逆えびに縛ることを決定。森、Aを追及し、殴る。他のメンバーも続く。「もう暴力には慣れ切っていて、躊躇する者は1人もいなかった」。榛名から青砥・c・jが帰還、追及に加わる。この間、Hの様子が変わっていることに永田が気づき、森が声をかけるとHは「なんでもありません」と答えた。Aへの追及と殴打を再開。森、Aの総括の可能性が0.01パーセントであるとし、植垣らにAの束縛を指示。皆でAを縛る。
夜、吉野は永田からHにミルクを与えること、森からHの見張り役2組を決め夜番をさせることを指示される。吉野がこれを受けて被指導部メンバーに対して夜番をするよう呼びかけると、見張りをされる当人であるはずのHが名乗りを上げ、吉野は戸惑うがすぐに森らの目を意識して「うるさい、黙ってろ」と一喝。その後決まった2組に対してどちらが前半をするかじゃんけんで決めさせようとすると、Hがじゃんけんが行われる傍らで「じゃんけんぽん、あいこでしょ」と声に出した。動転した吉野は冷静を装いメンバーに指示を出して寝床に入った。吉野がHにミルクを与え忘れていたことに気がついたのは翌朝、Hがすでに死亡してからだった。同じ日、寝ようとしていた植垣はHに「植垣君、ミルクちょうだい」と言われたが、すでにミルクは与えられたものと思っていた植垣は「うるさい、早く寝ろ」と言って寝てしまったという。
2月4日 - 午前6時半頃、坂口ら、Hが既に死亡していることを確認。11人目の犠牲者。事件発覚後掘り出されたHの遺体には8か月、身長40.5センチ、体重1630グラムの女性胎児が存じた。森、Hのお腹の子供を取り出すことを断念、Hが自分に対して死ぬことを隠していたと批判。森、「子供の私物化と闘えなかった」、「子供の私物化を許したのはCCが躊躇したから」としそのことを自己批判すべきとする。永田、森の指示で被指導部に対し「子供の私物化を許したのはCCが躊躇したから」ということを自己批判。
朝食後、中央委員会。永田、Aの総括について「食事の有無は総括に関係ない」「丸太敷きの上に逆エビでは厳しすぎる」と主張。坂口ら賛同し、Aを柱に縛ることとし、食事を与える。
夕方、森と永田、車と資金の調達のため東京に出発（以後、15日まで都内アジトに潜伏）。
かつて下山するメンバーが交通手段を決めずに出発していたことに対して森が「警戒心が足りない」と激しく批判するのを見ていた永田は、この上京に際して森が交通手段を予め決めていなかったことに驚いたという。メンバーと山から離れた永田は森のこうした「言行不一致」を複数目撃したという。
深夜、坂東と吉野と植垣、Hの遺体を埋めに出発（運転j）。 Hの遺体を穴に落とす際、脚のほうを持っていた吉野は手を離すことができず、Hの遺体は頭から落ちてしまい、吉野は痛かったろうと考え、遺体の腹部も打ち付けたのでお腹の子供の悲鳴が聞こえたような気がしたという。吉野はそれまで犠牲者の遺体を「物体」として無造作に扱っていた自分の行為を思い返し、Hの遺体の向きを直すために穴に入った植垣がそれまでの自分と同じように遺体をぞんざいに扱うのを腹立たしく思ったという。
2月5日 - 早朝、坂口・A・d・hを除くメンバー、榛名ベースの解体に出発。
2月6日 - （迦葉ベース）午前、dとhの2人で青砥とjが榛名ベースから運んで来た荷物を取りにベースを出発すると、その直後にhが脱走した。
dから報告を受けた坂口はhが子供の奪還のために警察とベースに戻ってくることを警戒。坂口はAに対して警官が来たらどうするかを問い、Aは「手製爆弾を投げて自爆する」と回答。これに対し坂口が「なぜ『銃を持って闘う』といわないんだ」と反論するとAは「銃を持って闘います」と答え、坂口はこれを受けて「総括は終了した」としてAの縄を解き、銃を渡した。Aの手足は凍傷により動かなくなっていた。Aは「両足を切断するほかない」と寂しそうに言った。坂口がAに「縛られていた時何を考えていた？」と聞くと「死ぬことを考えていた」、「森さんのことをどう思う？」と聞くと「鋭い感覚をしている」と答えた。
夜、坂口はdに現金を渡し、榛名ベースに行ったメンバー達に妙義山（群馬県）にベースを移動することを伝えに行くよう要請。d、L夫妻の子供を連れて榛名ベースに出発。
2月7日 - （榛名ベース）解体を終えたメンバーは迦葉ベースへ移動を開始。バス停でバスを待つ間に前澤が脱走。
同日、榛名ベースに向かうためタクシーに乗ったdが汚れた身なりで乳児（L夫妻の子供）を連れていたため、心中目的と疑ったタクシー運転手が警察に通報。保護される（翌日、友人に迎えられて警察署を出た後、翌々日にL夫妻の子供を友人に頼み消息を絶つ）。
(迦葉ベース）坂口、東京にいる森への状況報告のため公衆電話のある沼田市へ向かう。森がAの総括を認めなければ森を拳銃で殺すつもりで、出発の際にAに「必ず君を助けるからな」と言ったという。アジトを不在にしていたのかこの日森と連絡はとれなかった。
榛名からメンバー帰還。坂口、前澤の脱走とメンバーがdと合流していないことを知る。坂口が青砥とレンタカーを借りに行っている間にAは再び縛られる。坂口はAの総括が完了したことを言うことができず縛られたままにされた。
2月8日 - 迦葉山メンバー、妙義山へ出発。坂口、森に前澤・d・hの脱走、妙義山へ移動すること、Aの束縛を解いたことを電話で報告。報告中に坂東が坂口から電話の受話器を奪い、Aが「爆弾を使って自爆する」と言ったことを問題であるとして森に報告、これにより森に抱いていた坂口の戦闘意思が腰砕けになってしまい、森と坂東の2人を相手にしてAを擁護する力は自分にはないと思い、反論しなかった。森は永田に対してAの縄を解いた坂口を「共産主義化をわかっていない」と批判。森が「坂口君はこれまで永田さんに庇護されてきた。今後は、それは許されない」と言ったことを受けて、永田が坂口との離婚を検討すべきか話すと森は「それしかないだろう」と回答。
2月9日〜11日 - ベースの候補地を探索。裏妙義の籠沢の洞窟にベースを決定し移動（妙義ベース）。この間、Aは1日1度の食事は与えられていたものの縛られたまま寝袋に入れられて放置されており徐々に衰弱していった。Aはしきりに水を欲しがり体をねじって雪を食べようとした。これを見て、青砥はAが凍傷により脱水症状に似た症状になっていると考えたという。
2月11日 - 夜、Aはうめき声を上げながら、体を小刻みに震わせていた。青砥が縛られたままのAの身体を調べると、右手の甲が壊死しており、左手は凍傷で腫れ上がり、脈も非常に弱っており、「施す術はなかった」。
2月12日 - Aが死亡。最後の犠牲者。Aは死の直前に「総括しろだって？ ちくしょう」と言ったという。坂口、森にAの死を電話で報告。森、Aの死を「悲しそうに伝えた」として永田に対して坂口を批判。永田、坂口を擁護するが、森はそれを批判。森、自身の妻にも問題があるとして森と永田が結婚するのが「一番正しい」と永田に告げる。永田はこれを了承し翌日坂口に伝えるよう提起すると、森は躊躇した後最終的に了承。
2月13日 - 森の指示で坂口上京。森、坂口にAの縄を解いたことを批判。坂口がAの縄を解いた後坂東が再び縛ったことを伝えると、森は「坂東は全く信頼できる」と声を出して笑った。
永田が坂口に「森さんが好きになったので、坂口さんと離婚し、森さんと結婚することにする。これが共産主義化の観点から正しいと思う。Aの縄をほどいた問題を必ず総括してほしい」と告げる。森は黙っていた。坂口、しばらく黙った後これを了承。Aの遺体をまだ埋めていないことを知った森はすぐに埋めるよう坂口に要請。坂口は森にAが死の直前に「総括しろだって、畜生」と言ったことを伝えて暗に総括に同意していないことを伝えた。
2月14日 - 朝、森が出かけて2人きりになると永田は坂口に「本当はあなたが好きなの」と発言。坂口は「もうそういうことは許されないのだ」と答えた。森が帰ってきた後、「離婚のことについて話したい」として坂口が永田をアジト近くの喫茶店に連れ出して総括についての意見を改めて問う。永田が「共産主義化」のために必要であるとの認識を答えると 、坂口は「俺は総括が何だか分からなくなった」と告げ、妙義山に戻る。
2月15日 - 午前、榛名ベース跡地が警察に知られたことを新聞で知った森と永田は妙義山へと移動を開始。
妙義山ベースで「気がゆるんでいる」として、坂口・坂東主導による総括会議が行われる。坂口がAの縄を解いた件に関して自己批判をした後「私を批判してほしい」と言うが、誰も発言せず。坂口に指名されてgが発言するが、後に続くものはなかった。その後、坂口が各自の総括を促し、各自自分の総括を行なっていたが、植垣が自分の総括を行なっていた際に坂口と坂東が居眠りをしていることに気がつき、「もうやめた」「みんなも寝よう」と言ってそのまま皆眠ってしまう。
深夜、吉野・植垣・青砥・jでAの死体を妙義山中に埋める。
2月16日 - 妙義ベースに移動中の森と永田は山狩り中の警察官に職務質問を受けるが身元が発覚することなく解放される。このことを受けて、最短距離でベースに行くルートを主張する永田と警察の山狩りを警戒して迂回してベースに行くルートを主張した森とで意見が割れたが、森が主張する迂回ルートを選択する。
同じ日の午前、坂口らも榛名ベース跡地が警察に知られたことを知り、長野県方面に避難することとする。合流地点設定のため、植垣・青砥・c・jが先発隊として車で出発。坂口も森と永田への電話連絡のため同乗。その道中で警察の職務質問を受けたため、坂口は指名手配されていないcとjをこの場に残して植垣・青砥と共に警察の隙を盗んで逃走することを決定。残されたcとjは車内に9時間篭城した後、逮捕された。この間、群馬県警察は、2人が籠城していたレンタカーのナンバーから借りた人物の名前を確認、迦葉ベース付近での聞き込みで得られた猟師が拾った運転免許証の名前と同一であることが分かった。警察は猟師とレンタカー店の店長を現場に連れてきて、免許証の人物とレンタカーを借りた人物が同一人物（j）であることを確認した。また、車中のもう1人の女（c）も迦葉ベース付近で目撃されていたことが発覚した。2人が迦葉ベースに出入りしていたことは確認されたものの、逮捕の決め手がなかった警察は2人をアジトを作る際に木を伐採したとしていう森林法違反で逮捕した。
妙義ベースに戻った坂口らは山越えで長野県佐久市側に抜けるルートを行くことにする。
2月17日 - 森・永田、妙義ベースにたどり着くが、坂口らは出発した後だった。山狩りの警察官に包囲されていることに気がついた2人は「殲滅戦」を闘うことを決意。これに対して森は「もう生きてみんなには会えないな」と発言。永田にとってこの森の発言は「敗北主義以外のなにものでもなかった」。やがて山狩りの警察官に発見され、格闘の末、森・永田、逮捕される。森は、転倒した捜査員に馬乗りになり、ナイフで左腕と左胸を刺した。ラジオのニュースでこれを知った坂口たちは驚くが、2人の奪還に向けての決意表明を行う。坂口も2人の奪還に向けた決意表明をし、森と永田が結婚することになったことをメンバーに告げた。
2月19日 - 坂口ら、山越えの結果、彼らが持っている地図には乗ってなかった長野県軽井沢のレイクニュータウンにたどり着く。
午前、買出しに出かけた植垣・青砥・f・g、軽井沢駅で逮捕される。
植垣らの逮捕をラジオのニュースで知った坂口・坂東・吉野・加藤倫教・iは逃走の末、この日の午後より、管理人の妻を人質として浅間山荘に篭城（あさま山荘事件）。坂口たちの篭城を知った森は、渋川署員に対して「警察が全員射殺をしない代わりに、自分が立てこもっているメンバーを説得して投降させる」として現地に行かせるように要求したが、その前に供述するよう要求され、森はこれを拒否したため実現しなかったという。森は死の直前の書簡の中でこのことに触れ、「死刑と思っていたぼくは（そして前提的に権力に負けていた）五人に生きてもらうことで『党』を存続させようとしたのです。一日で自分の甘さを知り、断固支持になったとはいえ、この敗北主義、降伏主義で党を存続させようとしたことはぼくの解体をはっきり示しています」と自己批判している。この篭城が長期化する中で、警察は立てこもり犯を完全に特定できないまま坂口・坂東・吉野の肉親の他、Fの肉親にも現場での説得を要請。この段階において警察も説得をした肉親たちも本事件の存在を知らず、Fの肉親はFがすでに死亡していることを知らずに山荘に向かって投降を呼びかけた。また篭城中のある日、坂東がつまみ食いをするのを見たことをきっかけに吉野が坂口と坂東に対して強い不満を抱いていたことを坂口に打ち明け、坂東に総括を要求する。坂口は吉野にHに対する総括を求めてなだめる。最終的に坂口に促されて坂東が自己批判。
2月28日 - 夕方、機動隊の突入により坂口・坂東・吉野・加藤倫教・iの全員が逮捕される。これにより脱走者を除く生存メンバー全員が逮捕されることとなった。脱走していたメンバー4人も翌3月中に全員出頭・逮捕された。

## 事件の発覚

### 警察の捜査
警官隊の山狩りの結果、山岳ベースの一つ、迦葉山ベースが発見される。焼けてしまった榛名ベースと違い、ここでは大量の証拠品が残されていた。迦葉山ベースの捜索で警察は、切断された衣服や屎尿にまみれた下着を発見、証拠品として押収した。人間は、窒息などの死亡時、屎尿を垂れ流す。さらに、死後硬直した死体から衣服を脱がすにはナイフなどで切断するしかない。さらにこれまでの捜索から想定されている人数に比べて残されていた寝袋やリュックサックの数が多すぎることから、「殺人」が行われたことを確信した警察は警察犬を投入して周辺の捜索を行ったが、遺体を見つけることはできなかった。

### 相次ぐ供述による事件発覚
2月19日、永田は旧知の弁護士に対し、「山で大変な闘争があったが、誰にも話してはいけないことで、弁護士にも話せない」とした上で、森が話してしまわないかを心配して「森さんにあのことは言ってはいけない、と伝えてほしい」と依頼。これを弁護士から聞いた森は黙っていたという。
3月5日、妙義ベースで発見されたAの衣服の写真を警察の取調べで見せられたjがAの殺害を供述。翌3月6日には加藤倫教・i も事件を供述。3月8日、森が「遺体を遺族に返すため」として前橋地方裁判所に事件の全容を書いた「上申書」を提出。森としてはこれは裁判所に提出したものであるため、「自供」には当たらないと考えていたようであったが、他メンバーの多くにとっては「黙秘」を厳命していたはずの森による「全面自供」に他ならなかった。永田は後に自著で「いかなる自供も許さなかった『共産主義化』に反することであった（中略）その確信の何かがその上申書を見てすぐガラガラと崩れる落ちるように感じ」たと記し、坂口は「権力に対する森君の屈服とみなし、総括を主導した人物の重大な裏切りとみなした」と記している。何より、森は死亡したメンバーの埋葬に一度も立ち会っておらず遺体の場所を一切知らないため、最高指導者である森の意向に合わせて「遺体を遺族に返す」には他メンバーの自供が必要であり、森の「上申書」は他メンバーの「自供」を促す性質すら持っていた。これにより、植垣・青砥ら他メンバーの自供が相次ぎ、妙義山、迦葉山、榛名山麓で計12人の遺体が発見され、事件の全貌が明らかになった。こうした相次ぐ自供に森は困惑した。事件が明るみに出る過程で、脱走していた前澤・d・岩田・hも相次いで出頭・逮捕され、これにより生存メンバー17人全員が警察に逮捕された。警察当局により遺体の捜索及び発見現場がメディアに公開され、一部メディアにより性別もわからないほどやせ細った遺体の写真も公開された。僅か2か月足らずの間に同じグループ内で12人も殺害した凄惨極まりない事件は、社会に大きな衝撃を与えた。さらに事件の全容を一部のメンバーしか知らなかった合流前の革命左派メンバーによる同志粛清事件である印旛沼事件も吉野らの供述により明らかになり、2人の遺体が発見された。
黙秘を続けていた永田・坂口・坂東も4月以降、相次いで自供を始めた。永田の自供は「同志殺害は精神異常者の犯行でなく、革命の問題だという主張をするために統一公判を要求しないと」という検察官の論理に乗せられ、統一公判要求の供述書を書いたことがきっかけであった。最後まで黙秘を続けていた坂口もHと胎児が横たわった遺体の写真を見せられたことにより、「黙秘を維持できなく」なり、「検事の取り調べに屈服」する形で供述書の執筆は拒否したものの「手記」を執筆した。
あさま山荘事件終結後、連合赤軍を擁護する主張・言動を続けていた者が少なからず見られた。だが、本事件発覚により、一気に冷却・縮小していった。これまで新左翼運動を否定的に見ていた人間はもちろん、新左翼運動を好意的に見ていた人間も、本事件によって新左翼（極左）を嫌悪するようになっていった。。

### 左翼党派の反応
左翼党派の反応については、以下の通り。

赤軍派（連合赤軍の母体の一つ）
本事件の総括を巡って激論が交わされ、分裂状態に陥った。

革命左派（連合赤軍のもう一つの母体）
一連の事件を「反米愛国路線の放棄」と総括し、自分たちの指導に従わなかったのが原因だとした。最高指導者であった川島豪は「マルクス、レーニン、毛沢東の学び方が浅かったから起きてしまった内部矛盾」「永田、坂口が自分の言うことを聞かずに赤軍派と野合した結果」と自分の非を認めなかった。

日本共産党
連合赤軍を強く非難。元々自党派以外の左翼党派を全否定しているが、この事件を中国共産党批判に利用した。また街宣車で連合赤軍を非難して回るなどした

革マル派
連合赤軍を強く非難。元々自党派以外の左翼党派を全否定しているが、この事件を中核派批判に利用した。

中核派
沈黙を守った。

第四インター
「大衆不在」であるとして、連合赤軍を強く非難。

毛沢東主義諸党派
ほぼ沈黙

ブント系諸党派
発言と沈黙を繰り返した。

蜂起派
激しい議論が起こり、情況派等でも議論が交わされた。

RG派
一連の事件を新左翼全体に突きつけられた自分たち自身の問題とし、連合赤軍を支持した。

重信房子・奥平剛士ら赤軍派アラブ派遣部隊（後の日本赤軍の母体）。
事件直後の3月14日付で声明を発表。新左翼全体の問題として共に自己批判していくことを呼びかけた。重信の当時の回想は以下の通りであった。
「敵との直接的な緊張関係を通してでなく、味方内部を規律によって、共産主義化しうるという幻想は、悪しき独裁を助けるだけだ。我々は、こんな革命は、いらない。仲間を殺した連合赤軍の同志たち、未だ同志と呼ぼうとする私の気持が判りますか。仲間を殺す権利など、誰も持ち合わせてはいない。あなたたちの革命の私物化を、闘う同志たちは、決して、許しはしないだろう。たとえあなた達が、数人・数十人の敵を殺したとしても、仲間を殺した罪は償えないだろう。（中略）あらゆる友人達に自己批判を通して、わかち合う地平を確信する為にどんなに苦痛であろうとも始めようではありませんか」と自己批判による再生を共にすることを呼びかけた。「現在の新左翼運動の純化された形態を、引きずっていたことも事実です。先行した現実を、同様に闘う友人達も自らの検証の地平として、認めようではありませんか。あらゆる党派あらゆる闘いの担い手が、自らのものとして、再点検しない限り、こうした終焉にむかうに違いないのです」と、自己批判による全面否定を通した再生を求めた。 — 重信房子 

## その後・裁判経過
起訴に際して検察は「処刑」されたC・Fに対するものは明確な殺意があるとし、残りの10名の犠牲者に対する殺意を取り調べの中で調査した。結果として最初に死亡したKに対するもののみ傷害致死罪として起訴され、それ以降の犠牲者に関しては死亡することが予測出来ながら暴行をやめなかったとして殺人罪として起訴された。後の裁判においてもこれが認められ、本事件は1件の傷害致死事件と11件の殺人事件として扱われた。
裁判においては印旛沼事件、あさま山荘事件などの各メンバーが関与した事件も本事件と併せて扱われた。
1972年4月〜5月 - 森恒夫は400字詰め原稿用紙500枚に及ぶ「自己批判書」を書き上げる。事件の全貌を明らかにし、事件の責任を自身と永田にあるとし、自らを断罪しようとするものであった。坂口はこの「自己批判書」を「自分が創った『共産主義化』だの『総括の方法論』だのといった理論の果たした決定的役割を忘れていること」、「『我々』という言葉を使って自分と永田さんの責任を同一視し、自分の主導で行った総括の責任の一部を永田さんに転嫁する誤りを犯している」ことを指摘して批判している。
5月 - 坂口弘は革命左派の準メンバーとして復帰。永田洋子は革命左派の最高指導者である川島豪による「反米愛国路線の放棄」を事件の原因に求める総括に納得できずにいながらも11月に革命左派に復帰。
5月24日 - i は当時16歳であり、事件に果たした役割も大きくなかったことから、家庭裁判所で審判を受け、この日中等少年院送致が決定した。
10月 - 森は「権力への敗北に他ならない」として先に書いた「自己批判書」を全面撤回。
11月 - 吉野雅邦が森に促されて統一公判へ参加を表明。加藤倫教も同じ頃に統一公判への参加を表明。これにより、森・永田・坂口・坂東國男・吉野・植垣康博・加藤倫教の7名で統一公判が行われることとなった。
6月〜12月 - 森と坂口の間で手紙のやり取りが行われる。以下、坂口弘『続 あさま山荘1972』より。
1973年1月1日 - 森が東京拘置所で首吊り自殺。統一公判の開始を間近に控えた中での自死だった。自死の前日である1972年12月31日付で書かれた塩見孝也宛書簡には「もしぼくが絶望感の大きさに敗北したら、この手紙を公表してくださるか、この内容を御遺族、他の被告同志、同盟、革左に明らかにしてください」と書かれ、自死の当日1973年1月1日付で書かれた坂東宛書簡では「全く傲慢であったので、できるだけ早く自己批判を出しつつ彼らの批判を受ける中で共同作業をやっていきたい」、「とにかく僕は気がつくのが遅すぎました。年末に塩見さんや坂口君の手紙をもらって（中略）やっとわかってきたありさまで、あまりに遅かったのです。これからが本当の闘いだと思います。これからが本当の飛躍だと思います」と裁判に向けた決意を語りながら、最後には以下の言葉がある。
遺書は以下の通り。
森の自殺を受けて各メンバーは後に以下のように振り返っている。
永田「死刑攻撃と様々な非難や中傷を受けながら、それに負けずに総括していく困難さから逃げたものと言えよう。だから、私は森さんの自殺を知った時、「ずるい！」と思わずにいられなかった」
坂東「『弱さ』を共にして、変革しあっていくというベクトルをもたない分、（中略）七・六事件以来日和ってきたという負い目を感じている森同志をそこまで追い込んでいった（中略）『指導すべき』という建前を彼におしつけ、責任をおしつけていく私のあり方が（中略）弱音や本音をはかせない構造へと組織をおいやった」
吉野「森君にとって、「十二名との闘い」は「内なる十二名との闘い」を彼自身闘っているつもりだったろうと思います。優柔不断で、実行力が無く、小心だった過去の自分に「死刑」を言い渡し、変革しようとする意思が、あの果断なる「指導」や「実践」になったのだろうと思うのです。彼の東京拘置所での自死は、彼にとってはその延長線上での最終的決戦で、彼は薄らぐ意識の中で、「俺は死の恐怖に勝った、自分の中の醜さや弱さ、臆病さに訣別したぞ、自己処刑の闘争をやり切ったぞ」そんな満足感を初めて得たのではないかと思います」
2月 - 東京地裁は裁判の迅速な進行のためとして、統一公判組の審理期日を予め100回分指定。統一公判組の5人（永田・坂口・坂東・吉野・植垣）は、これに反抗して1月23日の初公判に出廷拒否、2月6日に初出廷して100回期日指定に抗議して再び出廷拒否したため、東京地裁は3月末に100回期日指定を撤回し、4月以降は月2回のペースで公判が行われることになった。坂口は川島の「裁判を毛沢東思想で戦え」という指示に従い、統一公判で革命左派の方針に則って進めようとし、これに従わない吉野に「おまえがこれ以上話すなら、（統一公判組から）俺は出ていく」と迫るなどし、統一公判組の中で裁判方針の齟齬が次第に浮き彫りになっていった。
1974年 - 永田は「連赤総括の核心は思想問題である」とする赤軍派指導者塩見孝也の主張を支持したため、革命左派指導者川島の怒りを買い革命左派を「永久除名」される。同年7月、永田は塩見が結成した共産主義者同盟赤軍派（プロレタリア革命派）に植垣・坂東と共に参加。翌1975年には武装闘争の必然性を感じなくなっていた坂口となおも武装闘争の必要性を説く川島が反目。川島により革命左派を除名された坂口であったが、永田たちに合流することはなかった。
1975年8月 - 日本赤軍が起こしたクアラルンプール事件における釈放要求によって坂東が超法規的措置で釈放・国外逃亡。このとき坂口も釈放要求の対象になっていたが「武装闘争は間違った闘争と結論を出しています」と出国を拒否した。坂東は現在も国際手配されている。
坂東がいなくなったことにより、統一公判組の対立が悪化。またこの頃、分離公判で審理を受けていた前澤が統一公判への合流を希望したが却下されていた。坂口は総括理由に触れることは犠牲者に鞭打つことになると事実関係に触れることに反対、吉野は事実は事実として明らかにし歴史の批判を受けるべきとの立場をとった。また坂口が「山で亡くなった十四人の苦しさを考えれば、我々はそれ以上の苦しく厳しい生活をすべきだ」と手紙で書いてきたことにも吉野は「それはかたちをかえた、山の思想の継承だ」と反対したという。結果として吉野と加藤倫教は1977年に裁判方針の違いを理由に統一公判を離脱、分離公判で裁判に臨むこととなった。残された統一公判組において、このころから坂口が永田に対して「法廷態度が悪い」「病気の訴えばかりしており、その訴えは同志殺害の責任を回避しようとするもので信用できない」「指導者だった者としての責任ある総括を要求しているのに、その要求に応えようとしない」などの個人攻撃をはじめた。法廷では完全黙秘を貫いていた坂口は、1978年10月の陪席裁判官交替に伴う更新手続きの際に行われた意見陳述の場で口を開き、永田のことを「革命家ではなく、反革命家である」「森とともに勝手気ままに同志を摘発して死に追い込んだ」「闘おうとしたのではなく、闘おうとした人を摘発して死に追い込んだ」「裏切り者である」「露骨にいえば糞溜めのような人物である」と痛烈に批判した。
1977年9月 - 日本赤軍がダッカ事件を起こし、東アジア反日武装戦線のメンバーらと共に植垣が釈放要求の対象になるが、植垣は「連赤事件の総括のため」として出国を拒否。
1979年3月 - 分離公判組の吉野（求刑死刑）に無期懲役及び罰金4万円、加藤倫教に懲役13年の判決。石丸俊彦裁判長は本事件を「絶対的な権威と権力と地位を確保した森と永田が、その権威と権力と地位を維持確保せんとする権勢欲から、部下に対する不信感、猜疑心、嫉妬心、敵愾心により、森及び永田に拝跪しない又は拝跪しようとしない又は拝跪しようと見えない同志のメンバーを次ぎ次ぎと表向きにはもっともらしい理由をつけて処刑し、かつその他のメンバーを強制的に処刑の共犯者に仕立てて、右両名に盲目的に従属させていったところの、「革命」とは無関係な、右両名による狂気狂言の「同志」粛清の殺人事件」と位置づけ、「総括」については「強いて基準があるといえば、森と永田との距離、つまり両名に対して忠実忠誠であるかどうかということであった」とされた。石丸裁判長は判決を言い渡した後、吉野に対して「裁判所は被告人を法の名において生命を奪うようなことはしない。被告人自らその生命を絶つことも、神の支えた生命であるから許さない。被告人は生き続けて、その全存在をかけて罪をつぐなってほしい。君のHさんへの愛は真実のものであったと思う。そのことを見つめ続け、彼女と子供の冥福を祈り続けるように」と言葉をかけた。検察は控訴、被告側は控訴しなかった。
1980年7月 - 永田と植垣が塩見と訣別。塩見が事件の原因を永田の個人的な資質に求める「女性蔑視的な」総括をしたため。
1982年6月 - 統一公判組の一審判決。永田と坂口を死刑、植垣を懲役20年とするものだった。中野武男裁判長は、「総括」を援助するために用いたと弁護側が主張した暴力を「私的制裁に過ぎなかった」とし、また、「処刑」されたCとFを除く10名の死に対し弁護側は殺意を否定し殺人ではなく傷害致死であると主張したが、DやJの蘇生を試みたことやE、H、Aに食事を与えたことを踏まえても「即殺害を目的としたとか死を積極的に臨んで行ったものでないことを示すにとどまり」K以降に死亡した9名に対し死を予見しながらやむを得ないものとして認容していたとして殺意を認定し最初のKの死に対するもののみ傷害致死を認定し、それ以降の犠牲者に対するものは殺人を認定した。また、「総括」や「敗北死」に関しては「総括の対象者に誰をかけるかについては、客観的な基準や方針は一切なく、一二名はただ絶対者である森と永田の優越感を満足させるため、時には異常ともいえる猜疑心、嫉妬心の犠牲者となり、さらには場当たり的摘発趣味の好餌とされて、一方的に総括の俎上に乗せられた」とし、「そもそも総括達成の方法、基準が全くないのに、総括が出来ると思うこと自体論理矛盾もはなはだしく、また敗北死をいう所論に至っては、被害者に汚名を着せて自己の責任を糊塗しようとする弥縫策以外の何ものでもなく、到底許されない主張」と断じ、「帰する所総括とは絶対者の恣意による私的制裁乃至は粛清であって、おそかれ早かれ死を意味し、総括と死は分かち難く結合していた」とした。本事件の原因は「自己顕示欲が旺盛で、感情的、攻撃的な性格とともに強い猜疑心、嫉妬心を有し、これに女性特有の執拗さ、底意地の悪さ、冷酷な加虐趣味が加わり、その資質に幾多の問題を有していた」永田の「個人的資質の欠陥」と、「自己陶酔的な独断に陥り、公平な判断と部下に対する思いやりが乏しく、人間的包容力に欠けていた」森の「長たる器量に著しく欠けるものがあった」ことにあるとされた。坂口については組織のナンバー3ではあったものの決して安泰、強固な地位にあった訳ではなく、本事件に関しては「情状として無視することはできない」とされている。被告側は事実誤認、法令適用の誤り（被告側は当初より本事件を含む彼らが起こした事件を内乱罪、内乱予備罪として審理すべきと主張していた）、量刑不当を理由に控訴。検察側は植垣に対して無期懲役が相当として控訴。
「亡き人達の名誉を死後も汚す総括中の言動が、法廷で明らかにされている時、まるで精神的な拷問を受けているような気がした」として本事件にまつわる供述をほとんどしてこなかった坂口であったが1982年1月の第一審の論告求刑（死刑）から3月末までの最終意見陳述までの間に本事件の分析をはじめた。控訴審に向けては森が遺した「自己批判書」や遺書の分析を通して森が作り出した「共産主義化」の全容解明に時間を費やし、その成果を意見陳述で述べた。坂口にとって森の文章を分析することは「読むそばから強い嫌悪感に襲われ」ることだったという。
1983年2月 - 分離公判組の吉野・加藤倫教の控訴審判決。第一審判決を支持、検察側の控訴棄却。吉野に再び無期懲役が言い渡された。判決では「吉野は七人の中央委員中最下位にランクされ、山岳ベース事件に加担した責任は実質的に兵士に等しい」「これらの事件が吉野らの協力なしに敢行できなかった面もあるが、当時、両被告は二十歳前後と未熟で、永田らと公判分離した後の反省は顕著。特に吉野は、どんな刑も甘受するとの心境に至っている」とされた。吉野が死刑を免れたこの判決にはBの父の「吉野君はうちのBと同じ、被害者です」という証言が影響したとされる。検察側は上告を断念し、吉野の無期懲役と加藤倫教の懲役13年が確定した。
1986年 9月 - 統一公判組の控訴審判決。東京高等裁判所（山本茂裁判官）は、被告側・検察側双方の控訴を棄却。被告側の内乱罪あるいは内乱予備罪で審理されるべきとする主張は「朝憲紊乱の目的を達成するに足りる相当な範囲と規模をもったもの」ではないとして退けられた。永田の弁護人は、永田は自らの過ちを自覚し、本件を総括して「教訓化」することを自らの責任としており、生かしてその責任をとらせることが「真の責任のとらせ方」であるとして死刑回避を求めていた。これに対し山本裁判長は、そもそも永田が問われているのは刑事責任であり、革命運動のために教訓化することと刑事責任を課すことは次元が異なる話である上に、本件をはじめとする永田の罪状が「生やさしい刑責を問えばすむ性格のものではな」いため、「教訓化したが故に刑事責任を果たしたということにはならない」と弁護側の主張を退けた。「犯した罪の深さを自覚し、（中略）国外からの脱出の呼びかけにも応ぜず、（中略）被害者、その遺族に自らの反省の情を綴った反省の書簡を送り（中略）真摯さは疑う余地のない」とされた坂口は、森・永田に次ぐナンバー3の立場にありながら「勇気も論破する力もないとして自らの努力を放棄し、事態改善の行動に出ないまま、本件を推移させてしまっ」たことに本事件における責任を指摘されている。また、植垣の量刑については、無期懲役が確定していた吉野と比較して、植垣は吉野と異なりCCではなく「一兵卒」にすぎず、印旛沼事件やあさま山荘事件事件にも関与していないことなどから、一審の懲役20年という量刑が「軽きに失して不動であるとまではいえない」とした。
1993年2月 - 最高裁判決。永田と坂口の死刑、植垣の懲役20年が確定。これにより本事件の裁判は国外逃亡した坂東を除いて終了した。
以下に示す量刑はM作戦（金融機関強盗）、印旛沼事件、あさま山荘事件など各自が関与した本事件以外の罪状を含めて下されたもの
- 森恒夫 - 公訴棄却（自殺による死亡）
- 永田洋子 - 死刑（1993年2月確定）
- 坂口弘 - 死刑（1993年2月確定）
- 坂東國男 - 国外逃亡中（クアラルンプール事件における超法規的措置により釈放）
- 吉野雅邦 - 無期懲役と罰金4万円（1983年2月確定
- 植垣康博 - 懲役20年（1993年2月確定）
- 青砥幹夫 - 懲役20年（1975年1月確定）
- 前澤虎義 - 懲役15年（1977年4月確定）
- 加藤倫教 - 懲役13年（1983年2月確定）
- c - 懲役12年（1973年8月確定）
- g - 懲役9年（1974年4月確定）
- d - 懲役7年（1973年10月確定）
- f - 懲役7年（1974年4月確定）
- j - 懲役6年（1973年10月確定）
- 岩田平治 - 懲役5年（1974年4月確定）
- h - 懲役4年（1973年8月確定）
- i - 中等少年院送致[696]

坂口の17人の殺人への関与（本事件での12人、印旛沼事件での2人、あさま山荘事件での3人）は死刑囚としては当時の戦後最悪の数字であり、オウム真理教事件で27人殺人（司法認定は26人殺人と1人逮捕監禁致死）を犯した麻原彰晃の死刑判決が2006年9月に確定するまで破られなかった。吉野も坂口と同じ17人の殺人に関与しており、これは無期懲役囚として戦後最悪の数字である。
永田は確定死刑囚として東京拘置所に収監されたが、2011年2月5日に脳腫瘍のために獄中死。晩年は八王子医療刑務所で寝たきりの状態で、面会人が訪れても面会所に行けなかったという。
坂口は現在も確定死刑囚として東京拘置所に、吉野は千葉刑務所にそれぞれ収監されている。

## 事件の原因
山岳ベース事件における大量殺人の原因については、様々な意見がある。

### 「共産主義化」
本事件において当事者たちが異口同音に証言するキーワードとして「共産主義化」がある。本事件における実質的な主導者であった連合赤軍最高幹部の森恒夫は、「銃による殲滅戦」（警官殺害・銃の強奪を目的とした交番襲撃）の遂行のため、「革命戦士の共産主義化」の必要性を説いた。「革命戦士の共産主義化」とは、赤軍派議長塩見孝也が1969年の大菩薩峠事件における大量逮捕・逮捕された者の自供によりさらなる逮捕者が発生したことの総括として「戦争の問題とは結局『人間の問題』である」と提示されていたものであった。
大菩薩峠事件当時に赤軍派に在籍していた当事者でもあった重信房子は大菩薩峠事件による大量逮捕により「共産主義化」が求められるようになった経緯について以下のように振り返っている。
森はその時問われた「共産主義化」の実践のために革命左派が赤軍派との合流前から自然発生的に行っていた「自己批判-相互批判」の討論形式を取り入れたのだという。
森の「共産主義化」形成のイメージは新倉ベースで森自身が語った説明によれば以下のようになるという。
後に連合赤軍幹部の吉野雅邦は森が言うところの「共産主義化」された兵士像を、「警官狙撃を何のためらいも畏怖感もなく、欲求として実行でき、非情なる殺人者となり、自らの死を恐れず、どんな苦難、苦境にも平然と耐え、乗り越え、全感情を革命戦争の遂行・勝利に服属させ、一切の非革命的心情を払拭しきった『悟り』に達した戦闘員といったもの」であったと推測している。
森は事件直後に書いた「自己批判書」において、「共産主義化」のための総括要求の論理を、
- 短期間に個々人の内在的総括をなし切らねばならない
- 暴力による指導、暴力による同志的援助が必要である
- 総括し切れない者には、命がけの状況（ロープで柱に縛りつけ、食事も与えない）を強要して総括させ、決して甘やかしてはいけない
- 縛られた者は、たとえ片腕を失くしても革命戦士になろうとする気概をもって総括すべきである
- 縛られた者が総括し切るという事は0から100への一挙的な飛躍である

といった論理が次々と作られていったとしているが、森に準ずる形で事件を主導していた永田洋子をはじめとして多くのメンバーが森の理論を正確に理解できないまま事件に関わっていたことが彼らの手記から窺える。連合赤軍幹部の坂口弘は「森君の共産主義化の観念は、固定しておらず、総括の進行に伴い、さらに過激化していったため、一度、総括を認められれば、それで完了というようなものではなかった」とし、「終わりなき思想闘争、または思想改造であった」と回想している。また、坂口は控訴審の供述を前に森の「自己批判書」や遺書を分析するまで「共産主義化とはそもそも何なのか。実は、こんな初歩的問題ですら、事件から十二年も経つのに不明だったのである」と記し、永田も「『共産主義化』という最も肝心な問題一つとっても、その必要性が強調されながら、一体それは何なのかを論じ合ったことは一度もなかった」と記している。総括要求されたメンバーの中には、永田ら指導部メンバーや総括要求された当人すら何が問題とされているか分からない者もいたという。
坂口は事件当時の森の「認識」を以下のように解釈している。
連合赤軍被指導部の加藤倫教は後に総括討論の様子をこう振り返っている。
連合赤軍被指導部の前澤はインタビューにおいて森らの追及の様子を聞かれてこう答えている。
「連合赤軍事件の全体像を残す会」の会員として、事件の当事者との交流もある椎野礼仁は「完全な私見」として、事件の原因に連合赤軍がたまたま銃を大量に所持していたことを上げている。爆弾が「人が死ぬことの因果関係が蓋然的」で「投げれば、必ず人が死ぬわけではない」のに対し、銃は「引き金を引く時、必ず人は死ぬ、あるいは重傷を負わせることになる」ため、連合赤軍では「個人個人がその銃を撃つことができるのか」が問われ、それが共産主義化の論理と相まって悲劇に繋がっていったのではないかと指摘している。
永田らは裁判においても本事件がただの「リンチ殺人事件」や「内ゲバ事件」ではなく、「共産主義化の闘争」による「革命運動上の問題」であったことを裁判において訴え続けたが彼らの主張はほとんど認められなかった。
メンバーの多くが少なくとも事件当時は「銃による殲滅戦」とそのための「共産主義化」の必要性を感じていたことが各々の手記から窺える。総括対象に対する暴行も、「党の方針であるから」、「遅れている」自身を克服するため、あるいは「日和ってはいけない」との思いから加担していたという。暴行に対する疑問を抱いたメンバーも少なくなかったようであるが、異議を唱えることに対する恐怖や、「共産主義化というこの論理を僕らは突破するものを持っていなかった」（植垣）「よりよい方針が出せなかった」（前澤）ため異議を唱えることができなかったのだという。
連合赤軍幹部の坂東國男は森を含む指導部が事件において「動揺」していたことを逮捕後の各々の手記で知ったといい、永田が自著『十六の墓標』で書いている「動揺」は事件時には気づかず、周囲には「人間的感情のひとかけらもない鬼ババア」にしか見えなかったとし、「動揺」していた坂東自身もまた周囲には「鬼のように冷酷」に見えていただろうとしている。その上で全員が「動揺」していたのだから、誤りを修正する「真の革命の勇気」が必要であったとする。それができなかった原因に「指導者は優れていなければならない」という論理が虚勢を生み、本音を隠し、建前が横行し、失敗を他者（総括対象者）のせいにしていったことを上げている。
前澤は、指導部における森への反論の可能性について問われ、こう答えている。
森は自死の直前にはこの「共産主義化の要求」自体を「ぼくの小ブル的人生観を恣意的に作り上げたものへの帰依の要求」であり、「他の同志の階級性の解体の強要」であったとして自己批判している。「総括」を要求されたのは、森自身が築き上げた「極左路線」「『銃—共産主義化』論」「独裁制」に疑問や反対した者であり、「過去の闘争の評価等をも含めてぼくの価値観への完全な同化を強要」した結果に「粛清」があったとしている。

#### D問題
多くの当事者の認識として、1971年12月初旬に行われた合同軍事演習における永田ら革命左派メンバーによる赤軍派のD批判が、総括要求の発端と位置付けられている。
合同軍事訓練において永田は森に対してDが合法時代と同じ指輪をしていたことを批判。髪型・装飾品・歩き方など、警察に覚えられやすい特徴は合法活動から非合法活動へ移る際に変えるべきだという主張によるものだった。これに対して森は「女性のことには気がつかなかった」と弁明するが、永田は「そんなの許されない」とし、森は了承した。赤軍派では幹部の夫人は特別扱いされており、Dも当時獄中にいた幹部メンバーと内縁関係にあったため、森もDに指摘できずにいたとされる。
翌日になってもDが指輪をしていたのを見た永田は全体会議の場でDを批判。これに追随する形で他の革命左派メンバーもDを批判しはじめた。
Hやcら革命左派の女性メンバーも山岳ベース入山当時、永田に「あなたたち、なんでそんなに化粧に時間がかかるの？」「あなたたち、化粧を楽しんでいるのよ。自分が（異性の気を惹くように）きれいに見えるようにお化粧しているのよ」と批判されており、革命左派の女性メンバーによるD批判は永田により植えつけられていた「修養的な押し付け」も背景にあったという。
永田は男性中心の非合法活動に関わる中で、「女性としての生き方」を否定し、性差を超越し、自由恋愛を批判するに至ったといい、事件中の女性メンバーへの批判や恋愛にまつわるメンバーへの批判もそうした考えに立脚するものであったと主張している。Dも以前は永田と同様の考えで闘争に関わっていたが、女性性を否定することは「中性の怪物」による「人間味のない政治」に繋がると考えるようになり、女性らしく生きる中で人間らしさを見出そうとしていたことを永田は逮捕後に知り、逮捕前の永田自身こそ「中性の怪物」であったと考えたという。
この革命左派メンバーによるD批判は赤軍派メンバーには何が問題とされているのかよくわからなかったといい、革命左派メンバーの岩田も理解できなかったという。
また、この永田によるD批判は、森が革命左派のkの脱走問題・是政での大量逮捕問題・合同軍事訓練に水筒を持ってこなかったことを追及して合同軍事訓練を赤軍派先導で行おうとしたことに対する「反論」であったと、坂口・植垣・前澤など多くのメンバーが位置づけている。裁判判決文においても永田がDの問題を取り上げたことを森の追及に対する「反撃」と表現されている。

### 裁判認定
1979年の石丸俊彦裁判長による判決文では、大量虐殺は「絶対的な権威と権力と地位を確保した森と永田が、その権威と権力と地位を維持確保せんとする権勢欲から、部下に対する不信感、猜疑心、嫉妬心、敵愾心により」行われたとされた。1982年の中野武男裁判長による判決では本事件を森と永田の「恣意による私的制裁乃至は粛清」と位置づけ、事件の原因を森の「長たる器量」の欠如と永田の「個人的資質の欠陥」にあるとした。

### メンバーの認識
本事件の実質的主導者であった森恒夫の認識は1973年1月の自死までの間に大きく変遷している。逮捕直後に書いた「自己批判書」において一切の責任は自身と永田にあるとし、「新党」と「共産主義化の要求」自体は肯定しながらも結果として多数の犠牲者が出た「方法の誤り」があったとした。その後、「自己批判書」の内容を全面撤回し、D批判に端を発した「共産主義化の要求」が「革命左派の山での経験の絶対化であった」として革命左派に事件の原因を求めるようになった。この「責任転嫁」を坂口弘や塩見孝也に批判され、自死の当日である1973年1月1日付坂東宛書簡では、革命左派の誤りを自身が純化させてしまった（革命左派内では適切な党運営により誤りが純化されることは無かった）のが原因だとしている。
連合赤軍幹部の永田洋子・坂口弘・坂東國男は、いずれも事件を主導したのは森だとしている。但し、森は権力欲から総括を行ったのではなく、自身の作った総括の理論にのめり込み、そこから抜け出せなくなったのだとしている。永田・坂口・坂東は、いずれもそれぞれの立場から石丸判決・中野判決を批判している。
一方で連合赤軍幹部の吉野雅邦は「悲劇の発端」に「『下部の離反、逃亡など、革命左派を統制できなくなった』永田洋子が、他組織の森恒夫の指導力に頼っていったこと」があるとし、「暴力的総括要求」は「共産主義化」などではなく、「内部統制のための暴力に他ならなかった」としている。その上で「永田は森と等しい役割を果たした」としながら、「組織内で脆弱な基盤しか持たなかった永田の『指導者としての不安心理』」に重きを置いて「永田個人の責任にすることはできない」としている。
事件の原因については、永田の他のメンバー（特に女性メンバー）に対する嫉妬が原因だとされることもある。連合赤軍被指導部の植垣康博は、当初そのような分析を行っていたが、永田にそうではないと指摘され取り下げている。前澤や加藤倫教は「そういう一面を持っていた」（前澤）、「嫉妬のようなものがなかったとは言い切れない」（加藤）としている。女性メンバーdは永田とG・Hの関係について以下のように供述している。
永田自身はD・G・Hら女性メンバーへの追及について、自身が女性として男性中心の非合法活動を続けていく中で「女性としての生き方」を批判的に考えるようになっていったことが、「女性らしさ」を維持し続けようとしていたDらを批判することに繋がったとしている 。
植垣は、赤軍派と革命左派が両派の政治路線の違いを無視して野合したことに事件の原因をみている。これに対して坂東は、両派の路線は内実をなしていなかったとしており、前澤も「新党」結成時には両派とも組織の思想的な問題は解体しており、「思想なんてほとんどない組織」が「警官を銃撃して倒そう」という一点で合併したとしている。
脱走した4名の内、岩田は「仲間が次々に死んで行く状況の中でこういう革命に自分がついて行けるかどうか疑問を感じた」、前澤は「逃走したのは粛清をやりたくなかったから」と供述している。一方、逃亡しなかった被指導部メンバーの中で青砥は1972年1月上旬に森の指示で上京した際に山に戻るかを考えた際、「Eが生きているうちに山に戻りたい」と思ったことや、山岳調査や活動が本格的に始まりつつあったためこれ以上仲間が死ぬことはないだろうと考えたこと、死亡した者に対する責任も感じて脱走を思いとどまったことを供述している。cは逃げたいという気持ちや逃げる素振りを見せたら総括要求される、たとえ逃げても捕まって殺されるという恐怖があったという。一方で、たとえ逃げても組織から離れて活動することを考えることができず、「結局この場に残って闘うしかない」と考えるに至ったという。gは「山から降りるのが一番賢明な手段」と考えていたものの「山から降りる」ことは死亡した仲間に対して「申し訳ないというか卑怯なことだと思っていた」という。
加藤倫教は「あのとき、誰かが声をあげさえすれば、あれほど多くのメンバーが死ぬことはなかった」「しかし、私にはそれができなかった。それよりも「革命」という目標を優先し、それに執着してしまったのだ」と述べている。
前澤は「主観的な行動とうすうす感じつつも武装闘争に殉じたいと思い、それを達成させるための「粛清」を違和感を感じつつも受け入れてしまった（原文ママ）」「仲間を殺すことに耐えられなくなった時、私は脱落した」と述べている。
本事件に関しては、1987年に「連合赤軍事件の全体像を残す会」が元革命左派メンバーや元赤軍派メンバーが中心となって結成され、事件を後世に伝えること、犠牲者の追悼、そして事件の「総括」をすることを目的として、当事者の証言を集める活動やシンポジウム等が定期的に行なわれている。懲役を終えて出所した事件当事者である植垣や青砥・前澤らも活動に参加して各所で事件当時のことを証言している。その一方で未だに事件当時のことを語りたがらないメンバーも多くいるという。

## 死亡メンバー
| 死亡日         | メンバー | 生まれ年 | 学籍               | 旧所属   | 総括事由(植垣)             | 死因                          |
| -------------- | -------- | -------- | ------------------ | -------- | -------------------------- | ----------------------------- |
| 1971年12月31日 | K        | 1950年   | 東京水産大学       | 革命左派 | 敗北主義                   | 餓えおよび寒さ？              |
| 1972年1月1日   | B        | 1950年   | 日仏学院           | 赤軍派   | ルンペン・プロレタリアート | 内臓破裂？                    |
| 1972年1月1日   | J        | 1949年   | 市邨学園短期大学卒 | 革命左派 | 小ブル急進主義             | 餓えおよび寒さ？              |
| 1972年1月4日   | I        | 1949年   | 和光大学           | 革命左派 | 防禦的、受動的、啓蒙主義的 | 餓えおよび寒さ？              |
| 1972年1月7日   | D        | 1946年   | 明治大学           | 赤軍派   | 古い赤軍派                 | 餓えおよび寒さ？              |
| 1972年1月9日   | E        | 1949年   | 岡山大学           | 赤軍派   | 非軍事的                   | 餓えおよび寒さ？              |
| 1972年1月17日  | F        | 1948年   | 横浜国立大学       | 革命左派 | 小ブルテロリズム           | 窒息死（死刑）                |
| 1972年1月19日  | C        | 1950年   | 早稲田大学         | 赤軍派   | 全共闘的体質               | 窒息死（死刑）                |
| 1972年1月30日  | L        | 1943年   | 北九州大学卒       | 革命左派 | 外在的、日和見主義         | 餓えおよび寒さ？              |
| 1972年1月30日  | G        | 1948年   | 横浜国立大学       | 革命左派 | 日和見主義                 | 餓えおよび寒さ？              |
| 1972年2月4日   | H        | 1948年   | 横浜国立大学       | 革命左派 | 権威主義                   | 餓えおよび寒さ？（妊娠8か月） |
| 1972年2月12日  | A        | 1944年   | 京都大学卒         | 赤軍派   | 官僚的、理論主義的         | 餓えおよび寒さ？              |

※総括事由(植垣)……森恒夫の行った批判の植垣康博によるまとめ